# 木津川市
木津川市（きづがわし）は、京都府の南部に位置する市。
奈良時代に恭仁京が置かれた。京都府の市としては最南端に位置し、南は奈良県奈良市に接している。

## 概要

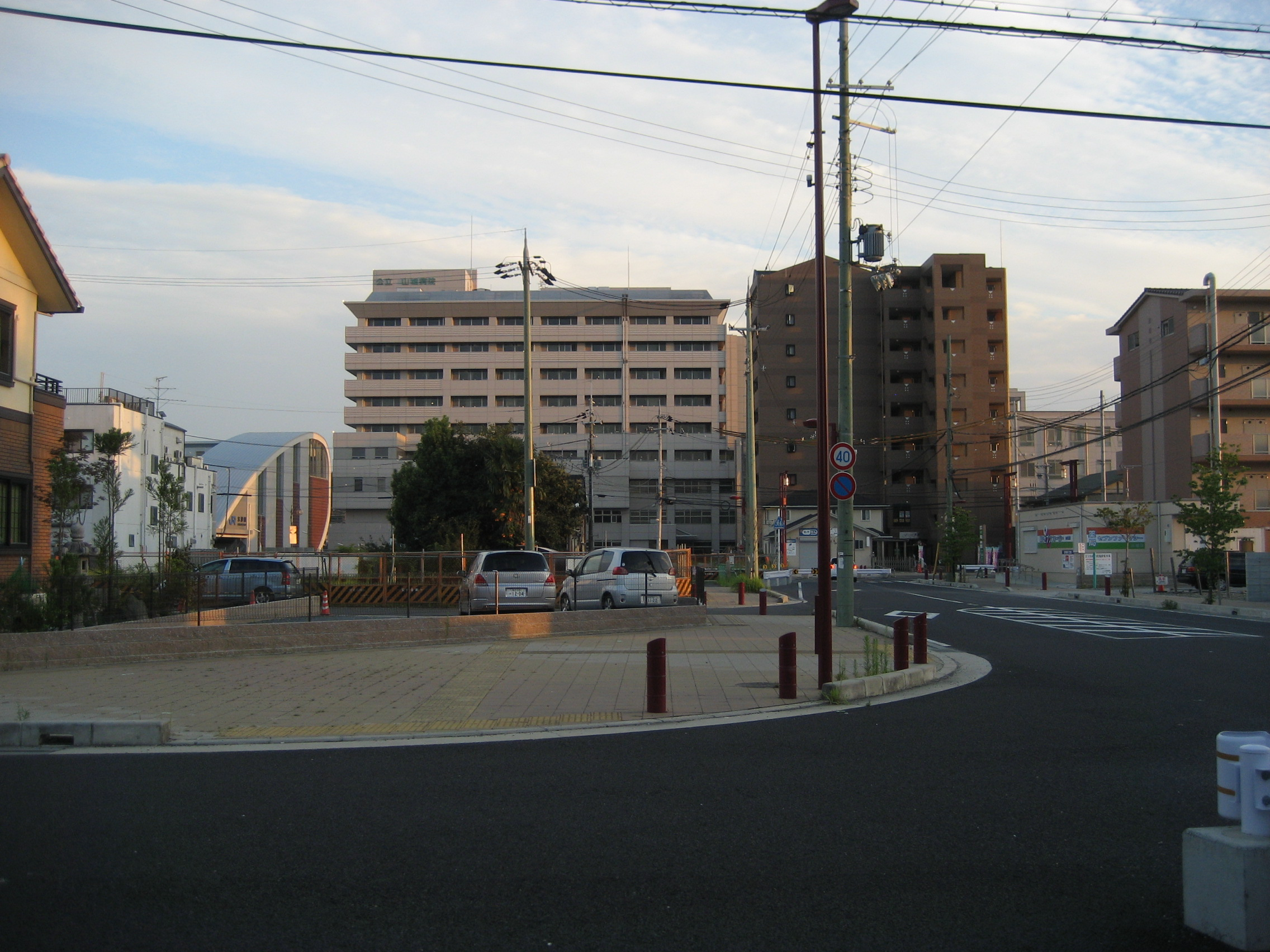
木津駅周辺

近畿地方を代表する大都市である京都市、および大阪市都心から、ともに約30〜40km、また奈良市中心部から約8kmに位置し、上記の交通事情と相俟って各都市のベッドタウンとなっている。また、商圏など日常的な関係においても、隣の奈良市に買い物に行く者も多いなど、奈良市との結びつきは極めて強い。また、都市雇用圏としては大阪都市圏に属している。
市の南西部は「相楽ニュータウン」を形成する住宅地である。
2007年（平成19年）3月12日に、京都府相楽郡の木津町、山城町、加茂町の3町が合併し、木津川市となった。
市街地の多くは関西文化学術研究都市に含まれる。

### 名称
地名の由来
- 市の中央部を流れる木津川に由来する。
- 合併協議時には「山城市」「京山城市」「南京都市」「恭仁京市」とする案も出たが、見送られた。

## 地理

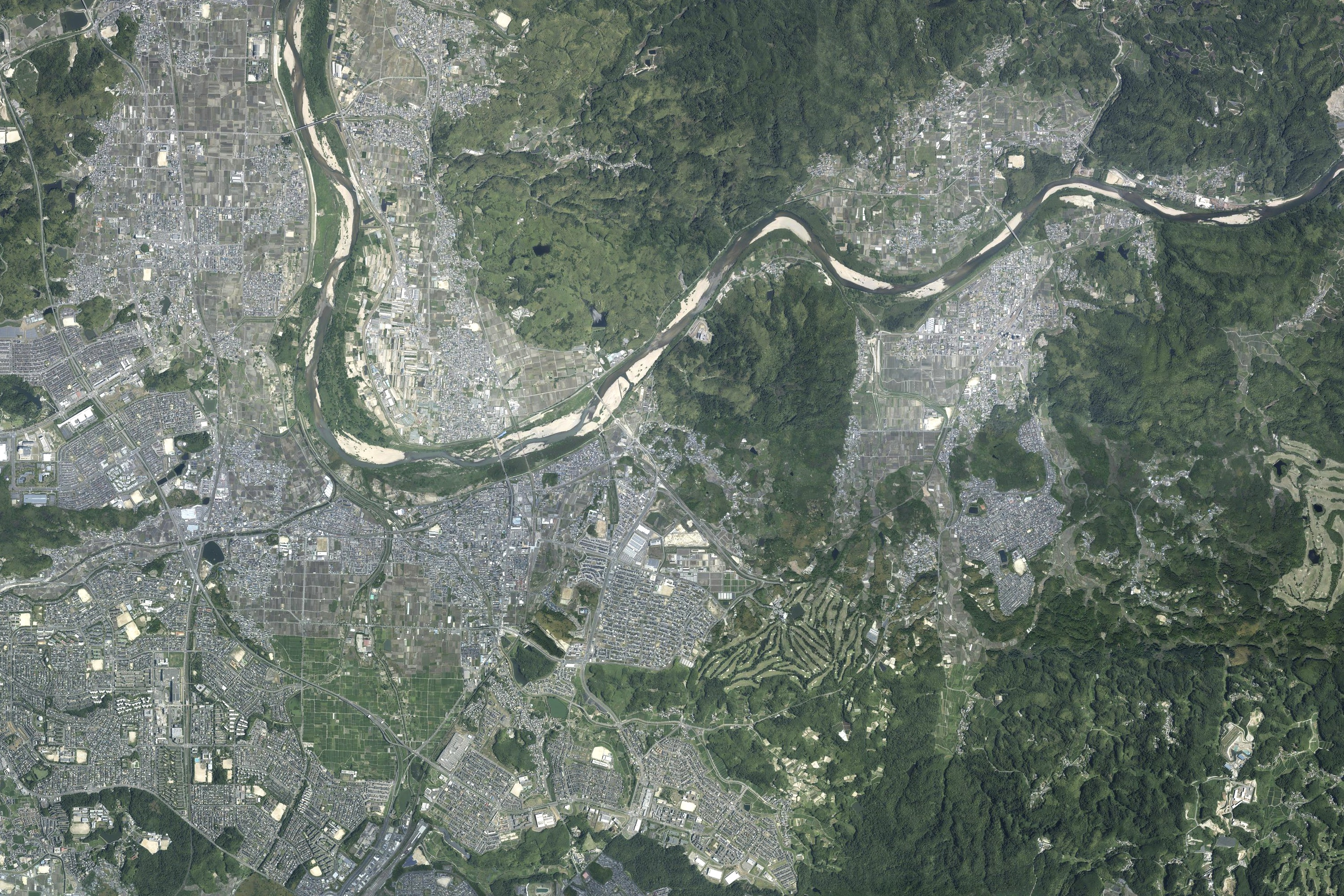
空中写真（2021年）下図の1985年に比べて緑地が減り、市街地が増えている。

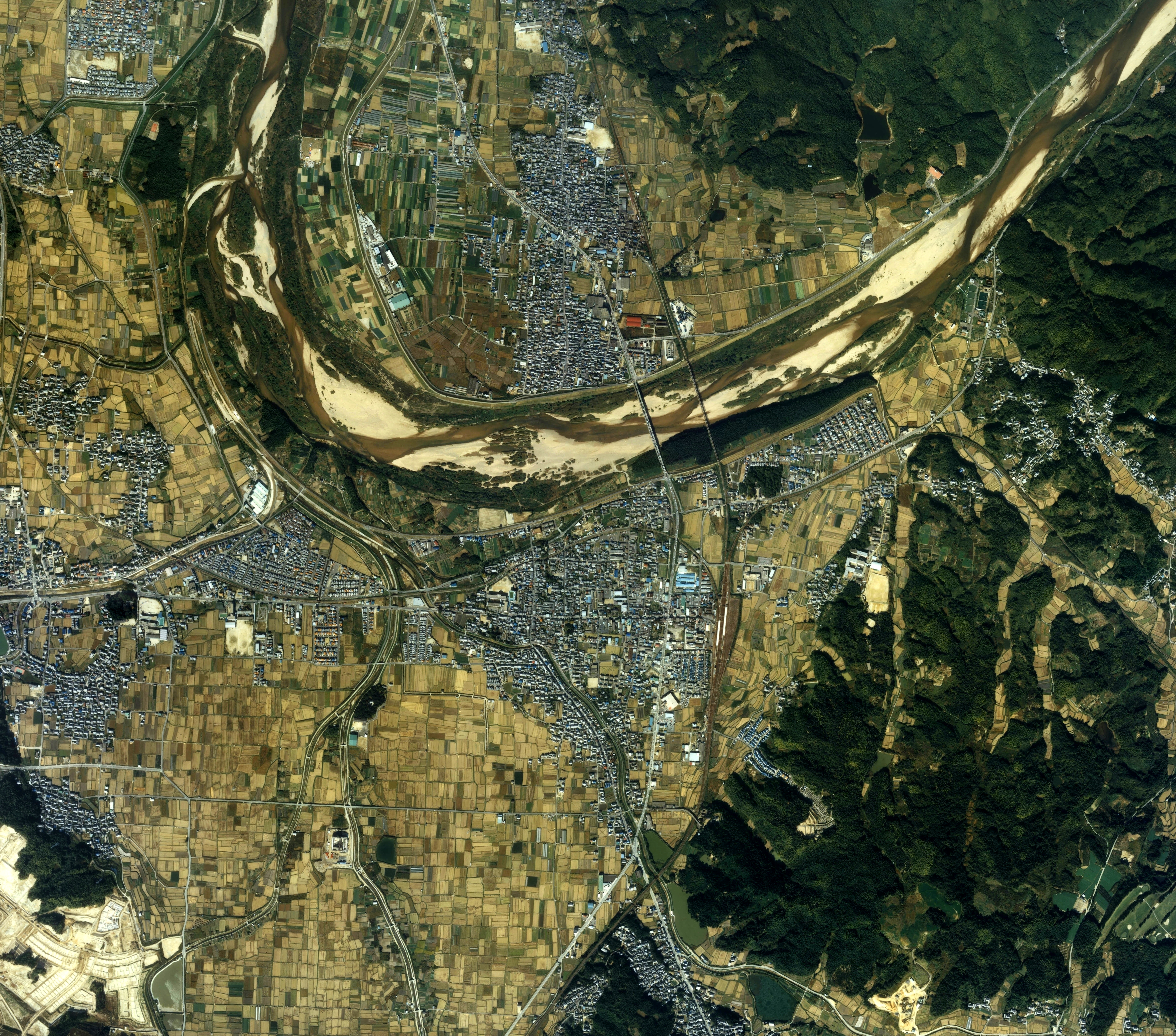
木津川市中心部周辺の空中写真。1985年撮影の7枚を合成作成。。

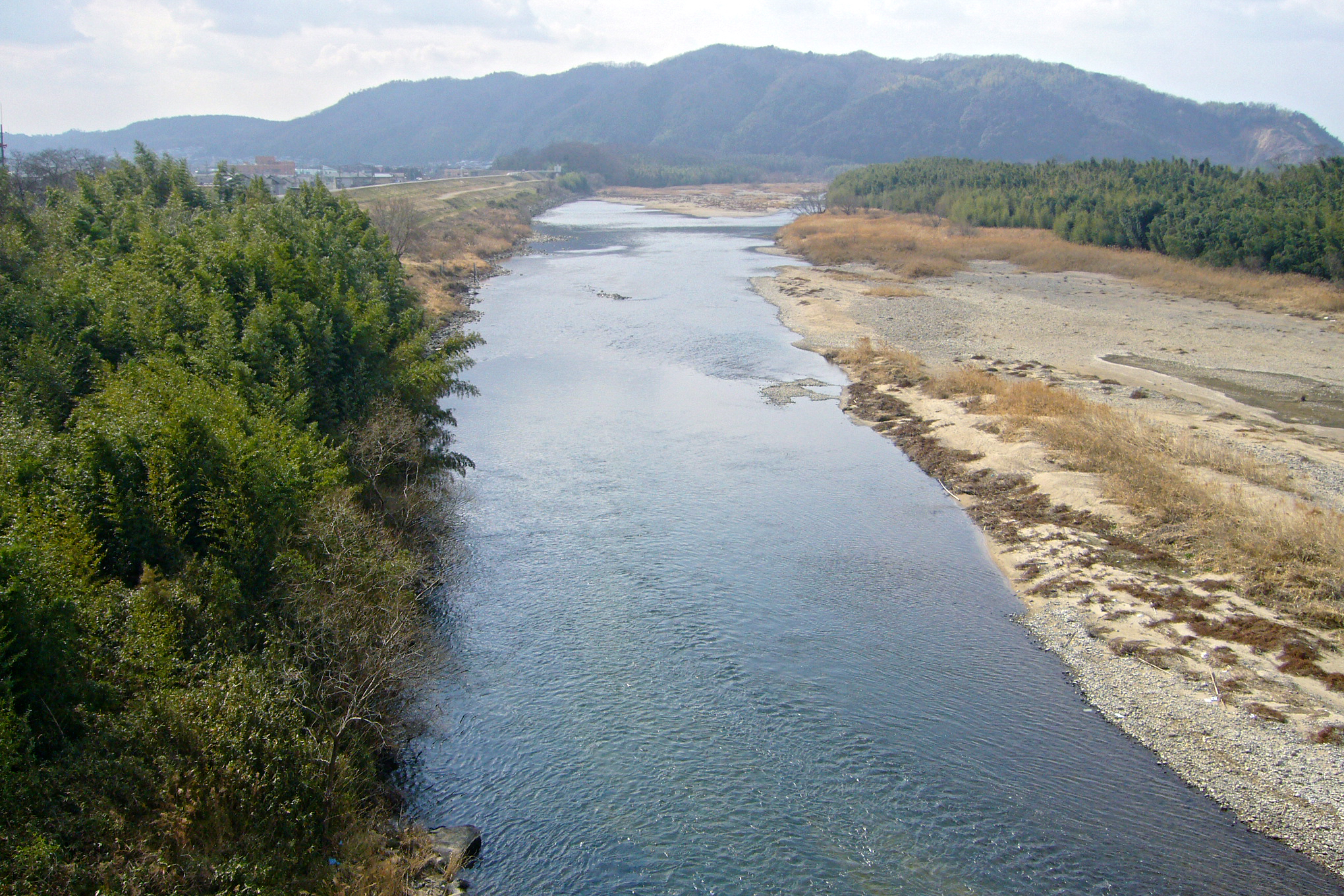
木津川

### 位置
京都府の南端に位置し、市名の由来となった木津川が流れる。
市域西部で湾曲する木津川に沿って形成された平野部とその縁をなすなだらかな丘陵、および北側、南東側の山地からなる。また、加茂地区東部に笠置町の飛び地が点在している。
また、市を縦断する形で国道24号が、横断する形で国道163号が通っており、市内で交差･合流する交通の要衝である。また鉄道は、JR奈良線、学研都市線、関西本線が木津駅で合流し、西部には近鉄京都線も走っている。

### 地形

#### 河川
主な川
・井関川
- 木津川

### 地域

#### 町名[2]
別の町名でも同じ郵便番号が存在する。
旧木津町は旧町名を使用せずに大字表記・旧加茂町の町名は南加茂台を除いて「加茂町○○」旧山城町は「山城町○○」となっている。○○X～Xは丁目を表す。
| 町名           | 郵便番号 | 町名           | 郵便番号 | 町名          | 郵便番号 |
| -------------- | -------- | -------------- | -------- | ------------- | -------- |
| 市坂           | 619-0213 | 加茂町北下手   | 619-1121 | 加茂町森      | 619-1123 |
| 梅谷           | 619-0212 | 加茂町北大門   | 619-1136 | 加茂町山田    | 619-1111 |
| 梅美台1～8     | 619-0215 | 加茂町里       | 619-1152 | 加茂町例幣    | 619-1106 |
| 鹿背山         | 619-0211 | 加茂町勝風     | 619-1124 | 木津          | 619-0214 |
| 兜台1～7       | 619-0224 | 加茂町尻枝     | 619-1126 | 木津川台1～9  | 619-0225 |
| 加茂町井平尾   | 619-1102 | 加茂町銭司     | 619-1101 | 木津町        | 619-0217 |
| 加茂町岩船     | 619-1133 | 加茂町高去     | 619-1125 | 州見台1～8    | 619-0216 |
| 加茂町兎並     | 619-1112 | 加茂町高田     | 619-1144 | 相楽          | 619-0222 |
| 加茂町駅西1～2 | 619-1153 | 加茂町辻       | 619-1131 | 相楽台1～9    | 619-0223 |
| 加茂町駅東1～4 | 619-1154 | 加茂町西       | 619-1105 | 南加茂台1～15 | 619-1127 |
| 加茂町大野     | 619-1142 | 加茂町西小     | 619-1135 | 吐師          | 619-0221 |
| 加茂町大畑     | 619-1132 | 加茂町東小上   | 619-1134 | 山城町綺田    | 619-0201 |
| 加茂町岡崎     | 619-1103 | 加茂町東小下   | 619-1134 | 山城町上狛    | 619-0204 |
| 加茂町奥畑     | 619-1107 | 加茂町法花寺野 | 619-1141 | 山城町北河原  | 619-0206 |
| 加茂町河原     | 619-1104 | 加茂町美浪     | 619-1151 | 山城町神童寺  | 619-0203 |
| 加茂町観音寺   | 619-1143 | 加茂町南下手   | 619-1122 | 山城町椿井    | 619-0205 |
| 加茂町北       | 619-1113 | 加茂町南大門   | 619-1136 | 山城町平尾    | 619-0202 |

#### ニュータウン
市内の主なニュータウン
- 近鉄ニュータウン木津川台 - 隣接する精華町の精華台、光台と共に閑静な住宅街を形成している。
- 相楽ニュータウン
  - 兜台
  - 相楽台
- 梅美台
- 州見台
- 城山台（2012年4月1日から）
- 南加茂台

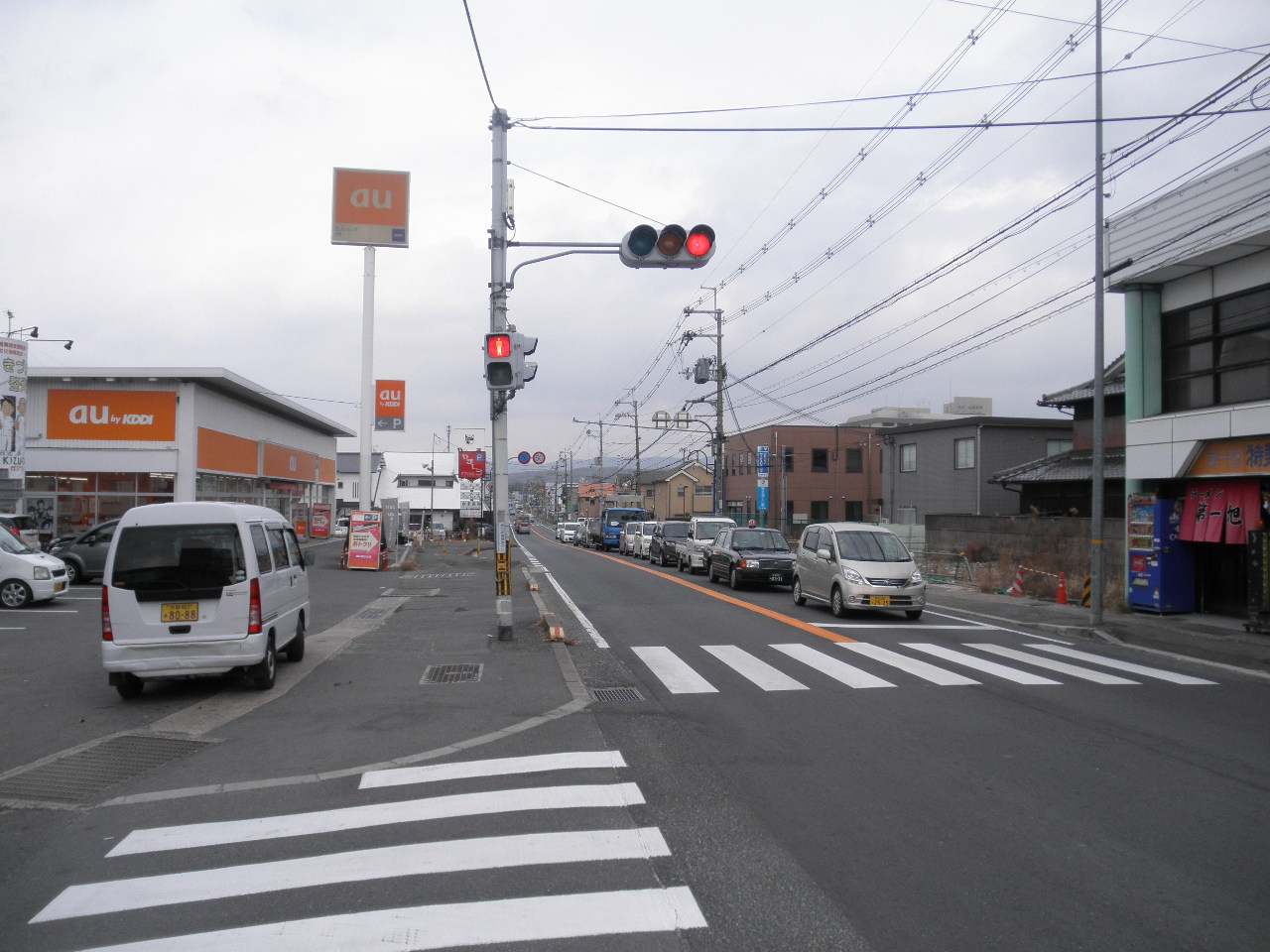
木津地区の街並み 木津字河原田で撮影
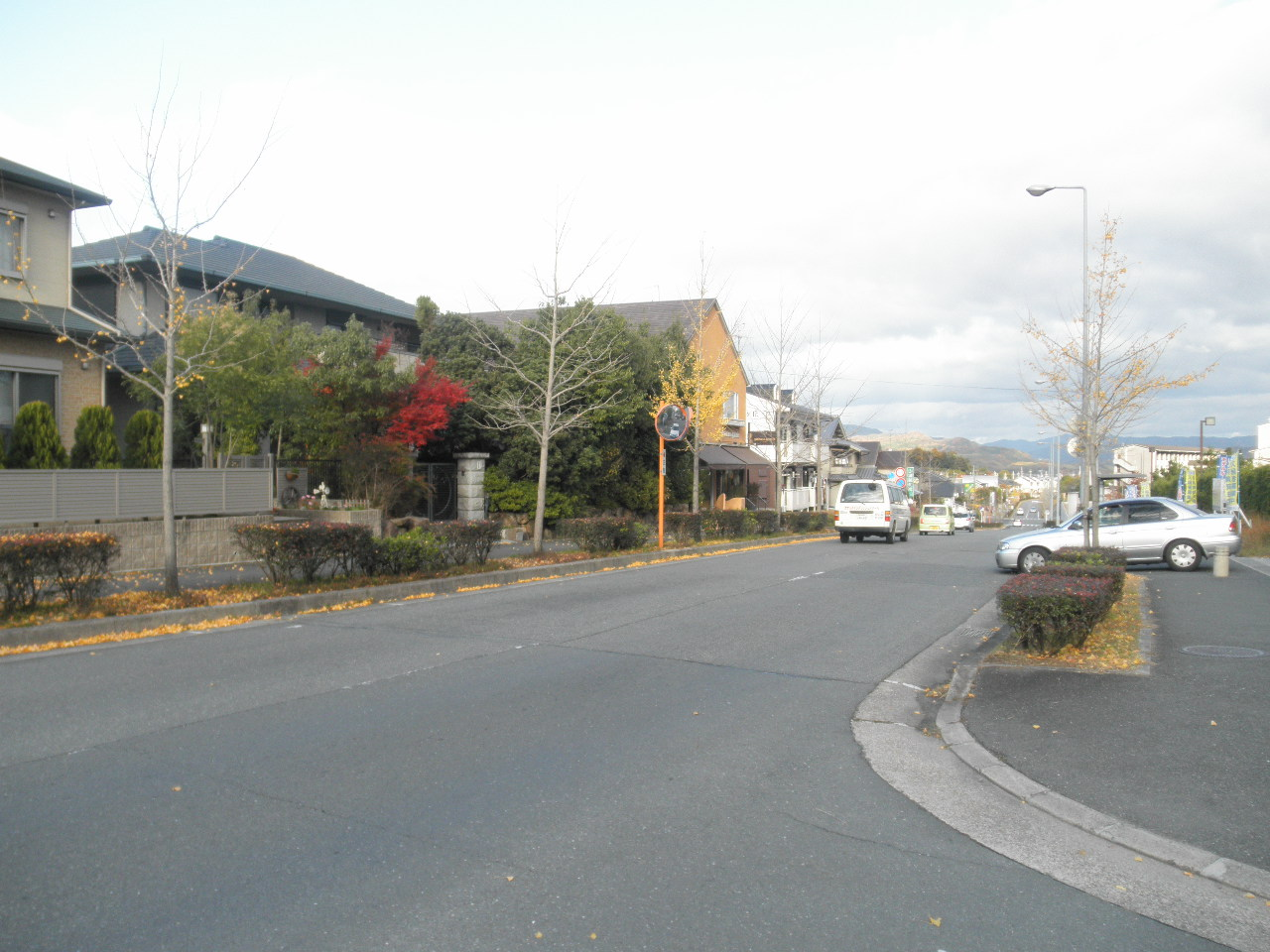
平城・相楽ニュータウンの街並み 兜台5丁目で撮影
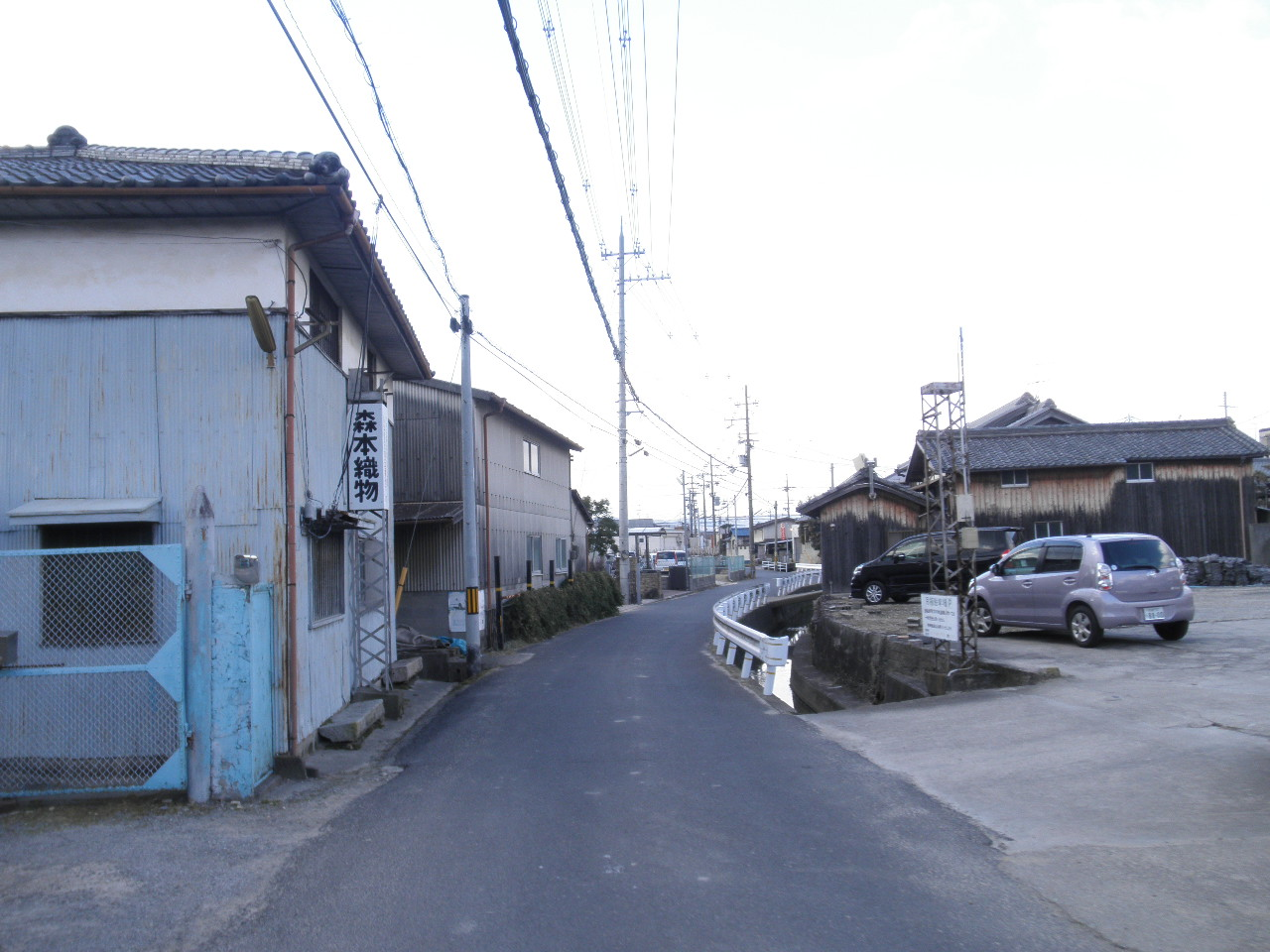
山城地区の街並み 上狛字北的場で撮影
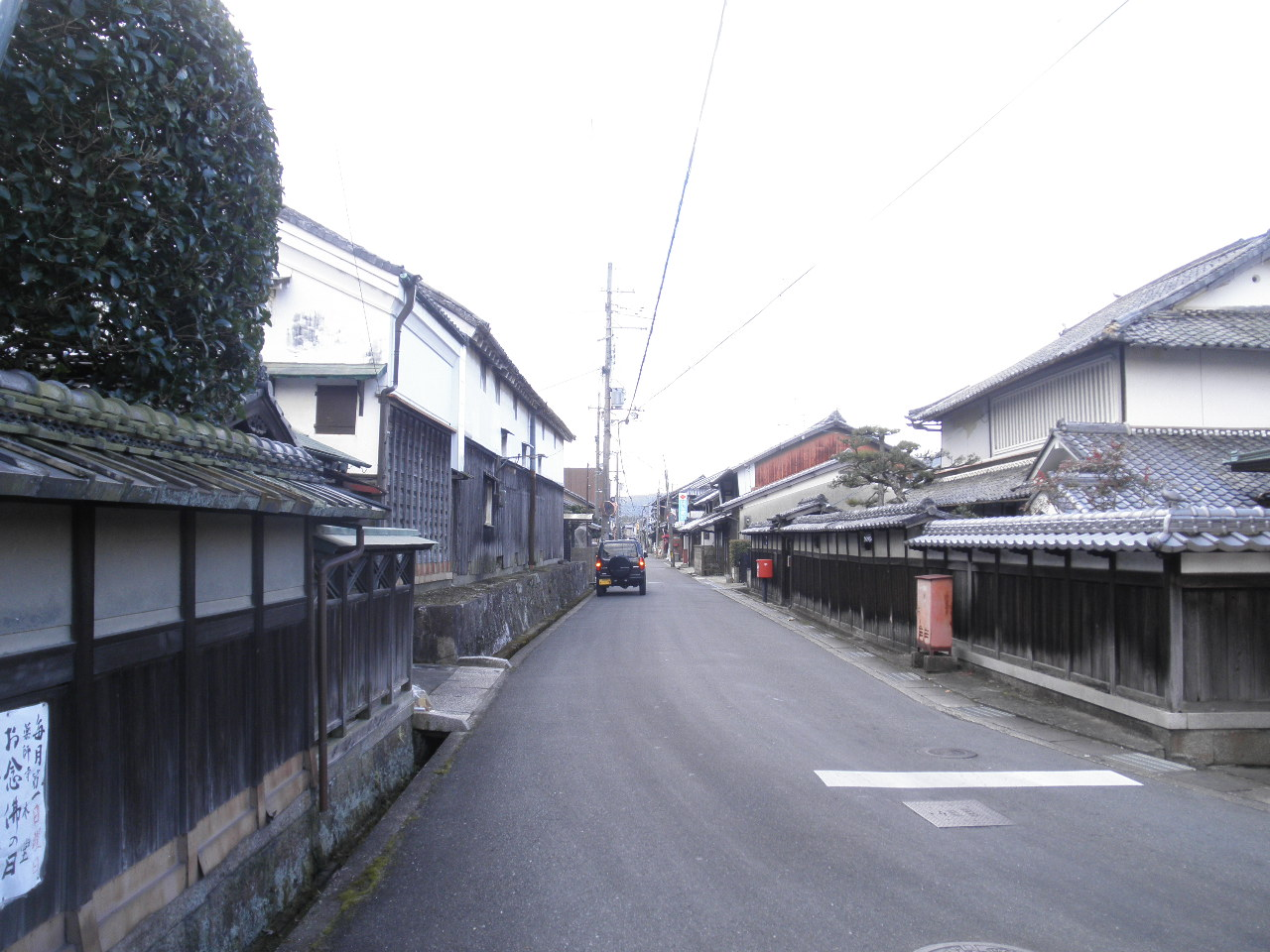
加茂地区の街並み 兎並字船屋で撮影

### 人口
関西文化学術研究都市のニュータウン開発などにより、全国でも有数の人口増加率となっている。
平成22年国勢調査より前回調査からの人口増減をみると、9.61％増の69,768人であり、増減率は府下26市町村、36行政区域中ともに首位。
| |                                          |  |
| 木津川市と全国の年齢別人口分布（2005年） | 木津川市の年齢・男女別人口分布（2005年） |  |
| ■紫色 ― 木津川市 ■緑色 ― 日本全国 | ■青色 ― 男性 ■赤色 ― 女性                |  |
| 木津川市（に相当する地域）の人口の推移 \| 1970年（昭和45年） \| 28,007人 \| \| \| 1975年（昭和50年） \| 29,958人 \| \| \| 1980年（昭和55年） \| 34,431人 \| \| \| 1985年（昭和60年） \| 39,761人 \| \| \| 1990年（平成2年） \| 49,532人 \| \| \| 1995年（平成7年） \| 52,436人 \| \| \| 2000年（平成12年） \| 58,809人 \| \| \| 2005年（平成17年） \| 63,649人 \| \| \| 2010年（平成22年） \| 69,761人 \| \| \| 2015年（平成27年） \| 72,840人 \| \| \| 2020年（令和2年） \| 77,907人 \| \| |                                          |  |
| 総務省統計局 国勢調査より |                                          |  |
| 1970年（昭和45年） | 28,007人                                 |  |
| 1975年（昭和50年） | 29,958人                                 |  |
| 1980年（昭和55年） | 34,431人                                 |  |
| 1985年（昭和60年） | 39,761人                                 |  |
| 1990年（平成2年） | 49,532人                                 |  |
| 1995年（平成7年） | 52,436人                                 |  |
| 2000年（平成12年） | 58,809人                                 |  |
| 2005年（平成17年） | 63,649人                                 |  |
| 2010年（平成22年） | 69,761人                                 |  |
| 2015年（平成27年） | 72,840人                                 |  |
| 2020年（令和2年） | 77,907人                                 |  |

### 隣接自治体
京都府
- 相楽郡：精華町
- 相楽郡：和束町
- 相楽郡：笠置町
- 綴喜郡：井手町

奈良県
- 奈良市

## 歴史

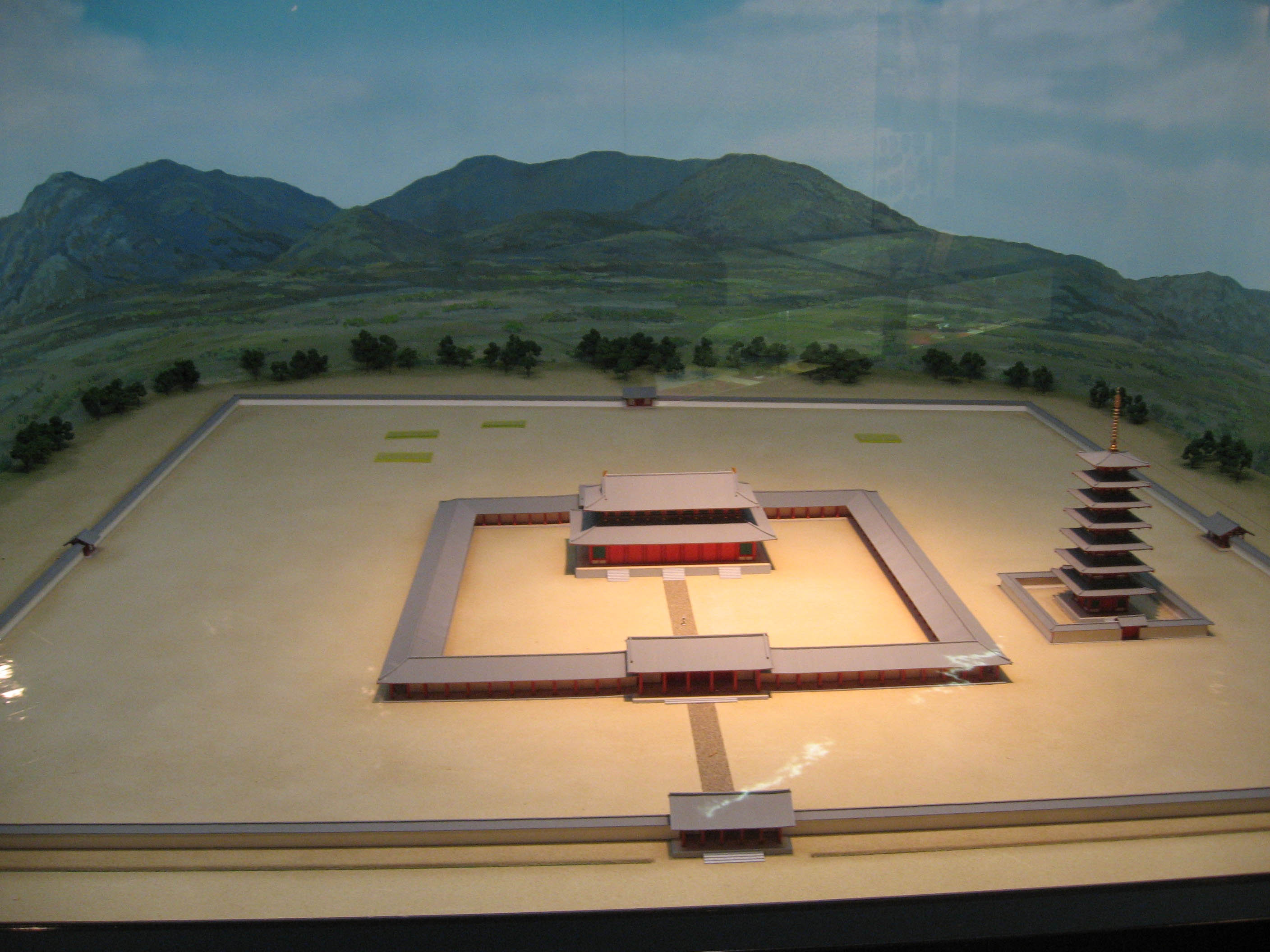
恭仁京

### 先史
- 3世紀ごろから木津川が交通路として利用される[6]。

### 古代
- 740年（天平12年）恭仁京が置かれた。744年（天平16年）までの4年間だけ日本の首都になる。
- 奈良時代には平城京などの都城建設に伴い木材運搬用の港（木の津）として栄える[6]。その後も、「泉津」「泉木津」と称されて内陸にある平城京の外港として機能した[7]。

### 近代
- 1885年（明治18年）6月-7月 - 関西地方を襲った集中豪雨により淀川大洪水が発生。岡崎で128メートルにわたり堤防が決壊[8]。

### 現代
平成
- 2007年（平成19年）
  - 3月12日 相楽郡木津町・山城町・加茂町が合併し発足し、同時に「木」を図案化した市章を制定する。[9] [10] [11]
  - 11月17日 - 市の木と花を制定する。[12]
- 2008年（平成20年）
  - 1月11日 - 京丹後市と友好都市盟約を締結する。[13]
  - 9月1日 - 旧木津町役場の敷地に新庁舎が完成。地上7階建、免震構造を取り入れ、環境やバリアフリーに配慮した庁舎となっている。 [14]
- 2010年（平成22年）6月11日 - 人口が7万人を超える。[4]
- 2022年1月20日　報道機関紙[どれ?]上にて本市の一部が一部過疎に指定されたことが報じられた。

## 政治

### 行政

#### 市長
- 谷口雄一

歴代市長
| 代 | 氏名     | 就任年月日                | 退任年月日               | 備考       | 期数                                |
| -- | -------- | ------------------------- | ------------------------ | ---------- | ----------------------------------- |
|    | 藤原秀夫 |                           |                          | 旧山城町長 | 市長職務執行者 （初代市長選出まで） |
| 01 | 河井規子 | 2007年（平成19年）4月22日 | 2023年（令和5年）4月25日 | 旧木津町長 | 4期                                 |
| 02 | 谷口雄一 | 2023年（令和5年）4月26日  |                          | 元市議     | 1期目                               |

#### 役所
| 施設名                 | 画像 | 備考                 |
| ---------------------- | ---- | -------------------- |
| 木津川市役所           |      | 旧・木津町役場       |
| 木津川市役所山城支所   |      | 旧・山城町役場       |
| 木津川市役所加茂支所   |      | 旧・加茂町役場       |
| 木津川市役所西部出張所 |      | イオンモール高の原内 |

### 議会

#### 市議会
木津川市議会議員の定数は20人。
- 議長 : 山本和延（れいわの会）
- 副議長 : 河口靖子（みやこ創世会）

| 会派名                   | 議席数 | 所属議員（○は会派幹事）                                                |
| ------------------------ | ------ | ---------------------------------------------------------------------- |
| れいわの会               | 8      | ○森本隆 玉川実二 兎本尚久 谷口雄一 高岡伸行 伊藤紀味枝 倉克伊 山本和延 |
| 和みの会                 | 4      | ○高味孝之 炭本範子 長岡一夫 森本茂                                     |
| 日本共産党木津川市議員団 | 3      | ○酒井弘一 宮嶋良造 西山幸千子                                          |
| みやこ創世会             | 2      | ○福井平和 河口靖子                                                     |
| 公明党                   | 2      | ○柴田はすみ 大角久典                                                   |
| 会派に属さない議員       | 1      | 山本しのぶ                                                             |

(令和元年5月17日現在)

#### 国会
衆議院
- 選挙区：京都6区（宇治市、城陽市、八幡市、京田辺市、木津川市、久世郡、綴喜郡、相楽郡）
- 任期：2021年10月31日 - 2025年10月30日
- 投票日：2021年10月31日
- 当日有権者数：460,284人
- 投票率：56.81％

| 当落 | 候補者名   | 年齢 | 所属党派     | 新旧別 | 得票数    | 重複 |
| ---- | ---------- | ---- | ------------ | ------ | --------- | ---- |
| 当   | 山井和則   | 59   | 立憲民主党   | 前     | 116,111票 | ○    |
|      | 清水鴻一郎 | 75   | 自由民主党   | 元     | 82,004票  |      |
|      | 中嶋秀樹   | 50   | 日本維新の会 | 新     | 58,487票  | ○    |

## 出先機関・施設

### 国家機関

木津地方合同庁舎

#### 厚生労働省
- 京都労働局 京都田辺公共職業安定所 木津出張所（ハローワーク）

#### 法務省
- 京都地方法務局宇治支局 木津出張所

検察庁
- 京都地方検察庁本庁 木津区検察庁

#### 裁判所
- 木津簡易裁判所

### 府政機関

京都府木津総合庁舎

- 京都府木津総合庁舎

### 施設

木津警察署

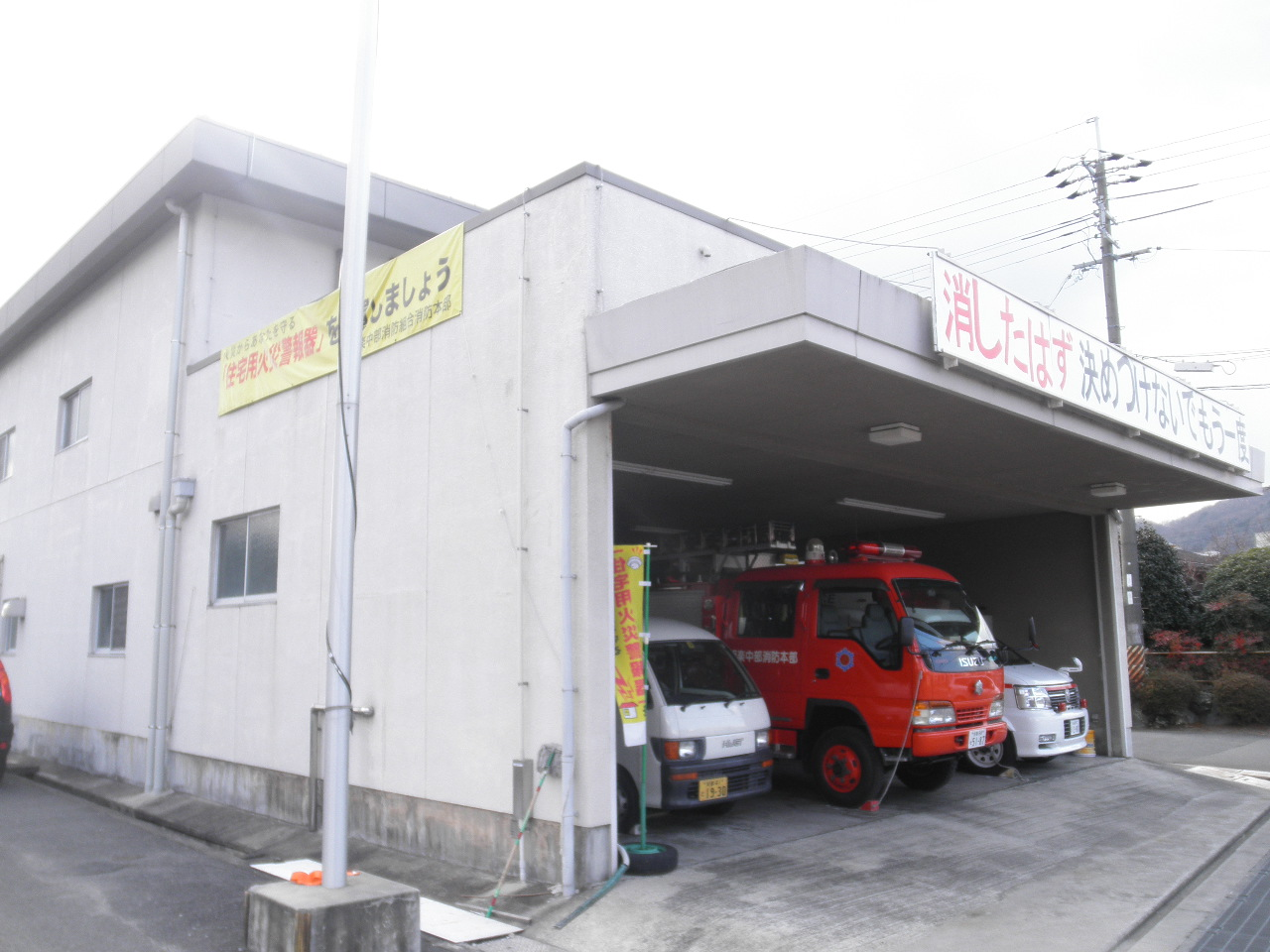
加茂出張所

京都山城総合医療センター

#### 警察
- 本部
  - 京都府警察 木津警察署[20]
- 交番
  - 相楽交番（木津川市相楽台）[20]
  - 山城交番（木津川市山城町上狛）[20]
  - 加茂交番（木津川市加茂町駅西）[20]
  - 署所在地（木津警察署内）[20]

#### 消防
- 本部
  - 相楽中部消防組合消防本部
  - 木津川市消防団本部
- 出張所
  - 木津西出張所[20]
  - 加茂出張所[20]
  - 山城出張所[20]

#### 医療・福祉
- 主な病院
  - 京都山城総合医療センター
- 保健センター
  - 木津保健センター
  - 加茂保健センター
  - 山城保健センター

#### 郵便局
- 主な郵便局
  - 山城木津郵便局[20]（集配局）
  - 木津兜台郵便局[20]
  - 木津南垣外郵便局[20]
  - 山城町郵便局[20]
  - 棚倉郵便局[20]
  - 山城加茂郵便局[20]
  - 山城南加茂台郵便局[20]
  - 当尾簡易郵便局[20]

#### 図書館
- 主な図書館
  - 中央図書館
  - 加茂図書館
  - 山城図書館

#### 文化施設
- 児童館
  - 木津児童館
  - 小谷児童館
- 子育て支援センター
  - 木津子育て支援センター
  - 木津東部子育て支援センター
  - 加茂子育て支援センター
  - 加茂子育て支援センター

#### 交流施設
- ホール・集会場・公民館
  - 中央交流会館（いずみホール）
  - 西部交流会館
  - 東部交流会館
  - 木津老人福祉センター
  - 相楽老人福祉センター
  - 木津老人憩の家
  - 木津人権センター
  - 女性センター
  - 加茂文化センター（あじさいホール）
  - 加茂青少年センター
  - 南加茂台公民館
  - 瓶原公民館
  - 当尾公民館
  - 加茂人権センター
  - 山城総合文化センター（アスピアやましろ）
  - 山城老人福祉センター(やすらぎ苑)

#### 運動施設
- 木津グラウンド
- 兜谷公園テニスコート、グラウンド
- 木津川台公園テニスコート、グラウンド
- 梅美台公園テニスコート
- 市民スポーツセンター
- 中央体育館
- 赤田川グラウンド
- 加茂グラウンド
- 塚穴公園テニスコート
- 加茂体育館
- 山城コミュニティ運動広場
- 不動川公園
- 上狛駅東公園
- 加茂プール
- やすらぎタウン山城プール

## 対外関係

### 姉妹都市・提携都市

#### 国内
提携都市
| 都市名   | 都道府県 | 地方名   | 提携年月日                |
| -------- | -------- | -------- | ------------------------- |
| 京丹後市 | 京都府   | 近畿地方 | 2008年（平成20年）1月11日 |

#### 海外
2020年現在、海外の姉妹都市･提携都市は存在しない。
しかし、毎年中学生をアメリカ合衆国カリフォルニア州サンタモニカ市にホームステイさせる海外派遣事業がある。

## 経済

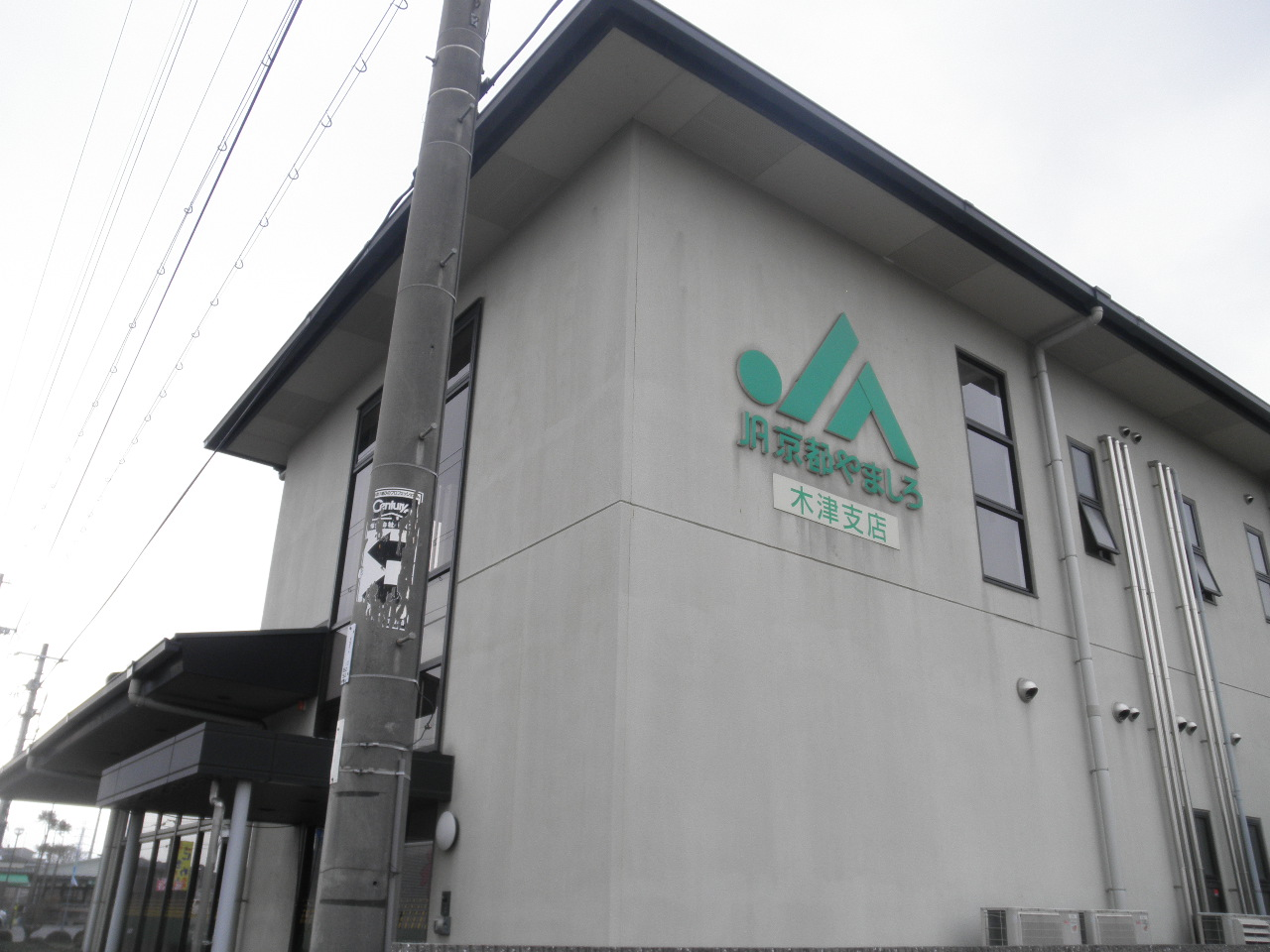
JA京都やましろ木津支店

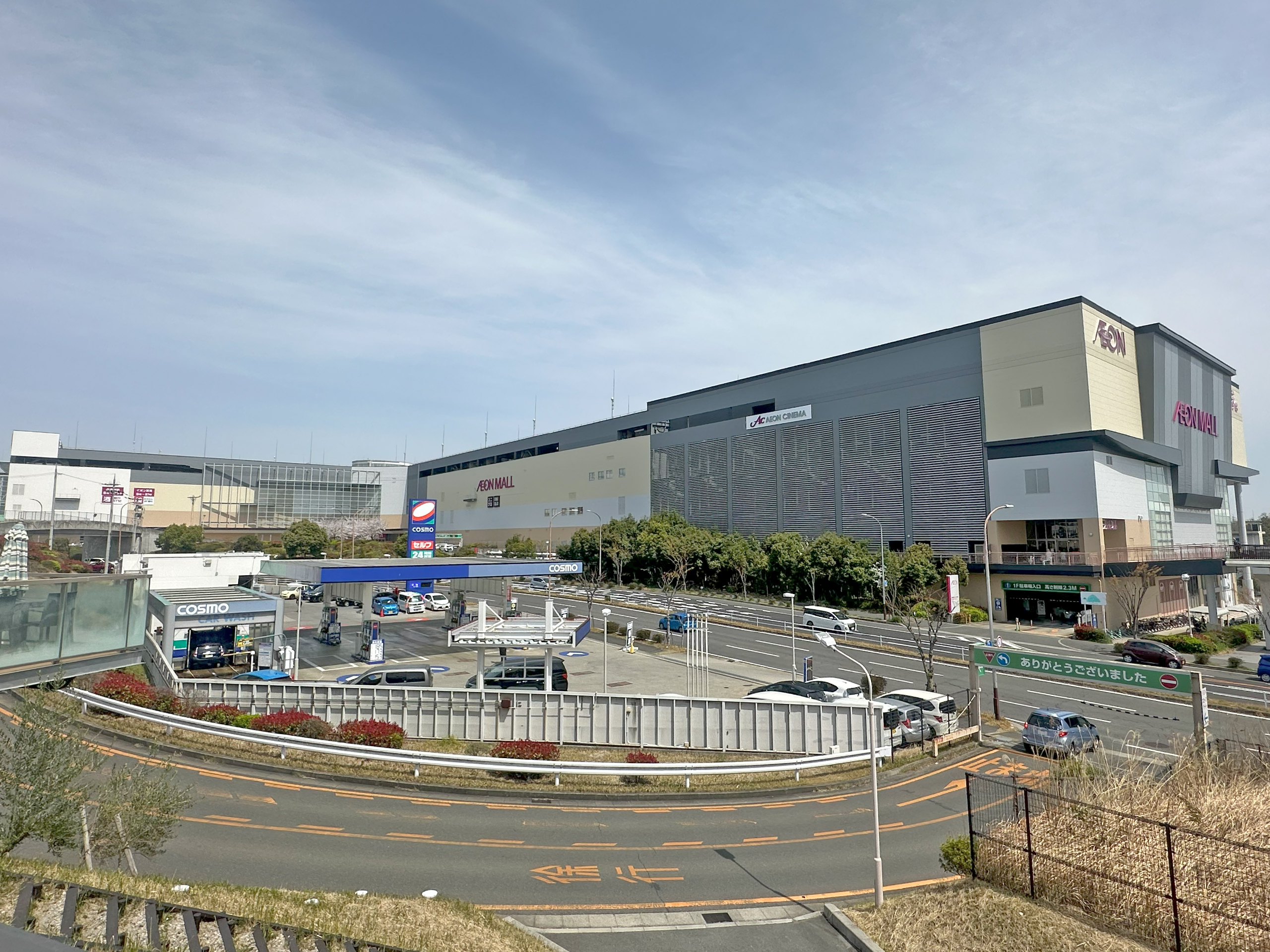
イオンモール高の原

関西文化学術研究都市の一部であり、国や多数の企業の研究所が所在する。

### 第一次産業

#### 農業
- 農業協同組合（JA京都やましろ）
  - 木津支店
  - 加茂支店
  - 山城支店

### 第二次産業

#### 工業
- 拠点を置く主な企業
  - 福寿園 - 製茶会社の老舗。伊右衛門で知られる。
  - 京都プレス工業
  - マンヨーツール
  - ソルノリーブス
  - 三重中央開発株式会社
    - 京都リサイクルセンター

### 第三次産業

#### 商業
- 主要な商業施設
  - 中村屋
  - サンタウン高の原
  - イオンモール高の原 - 奈良市にまたがる。2007年（平成19年）5月1日、木津地区の相楽台に開業した[21]。
  - アルプラザ木津 - 1999年（平成11年）11月26日、木津地区の相楽（さがなか）に開業した[22]。
  - ガーデンモール木津川 - 2008年（平成20年）3月20日、木津地区の州見台に開業した[23]。
  - SUPER CENTER PLANT木津川店 - 2019年（平成31年）3月27日、木津地区の城山台に開業した。[24]
  - フォレストモール木津川 - 2019年（令和元年）11月22日、木津地区の梅美台に開業した。[25]

## 教育・研究機関

### 大学
国立
- 京都大学大学院農学研究科附属農場

私立

同志社大学
学研都市キャンパス

- 同志社大学・学研都市キャンパス（キヤノン研究所跡地に建設）

### 高等学校
府立

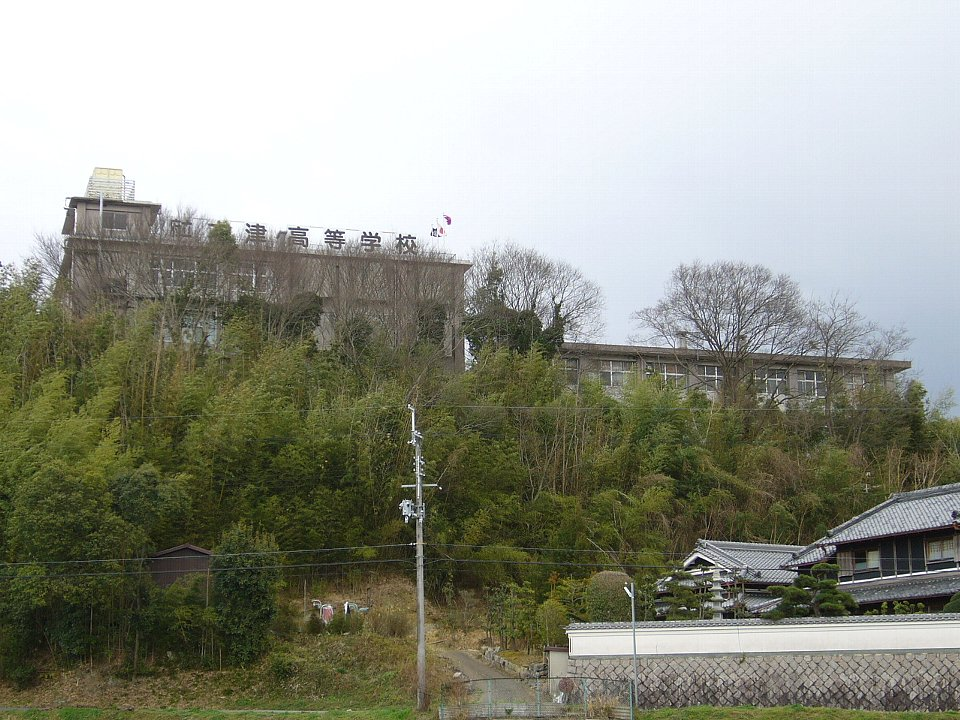
京都府立木津高等学校
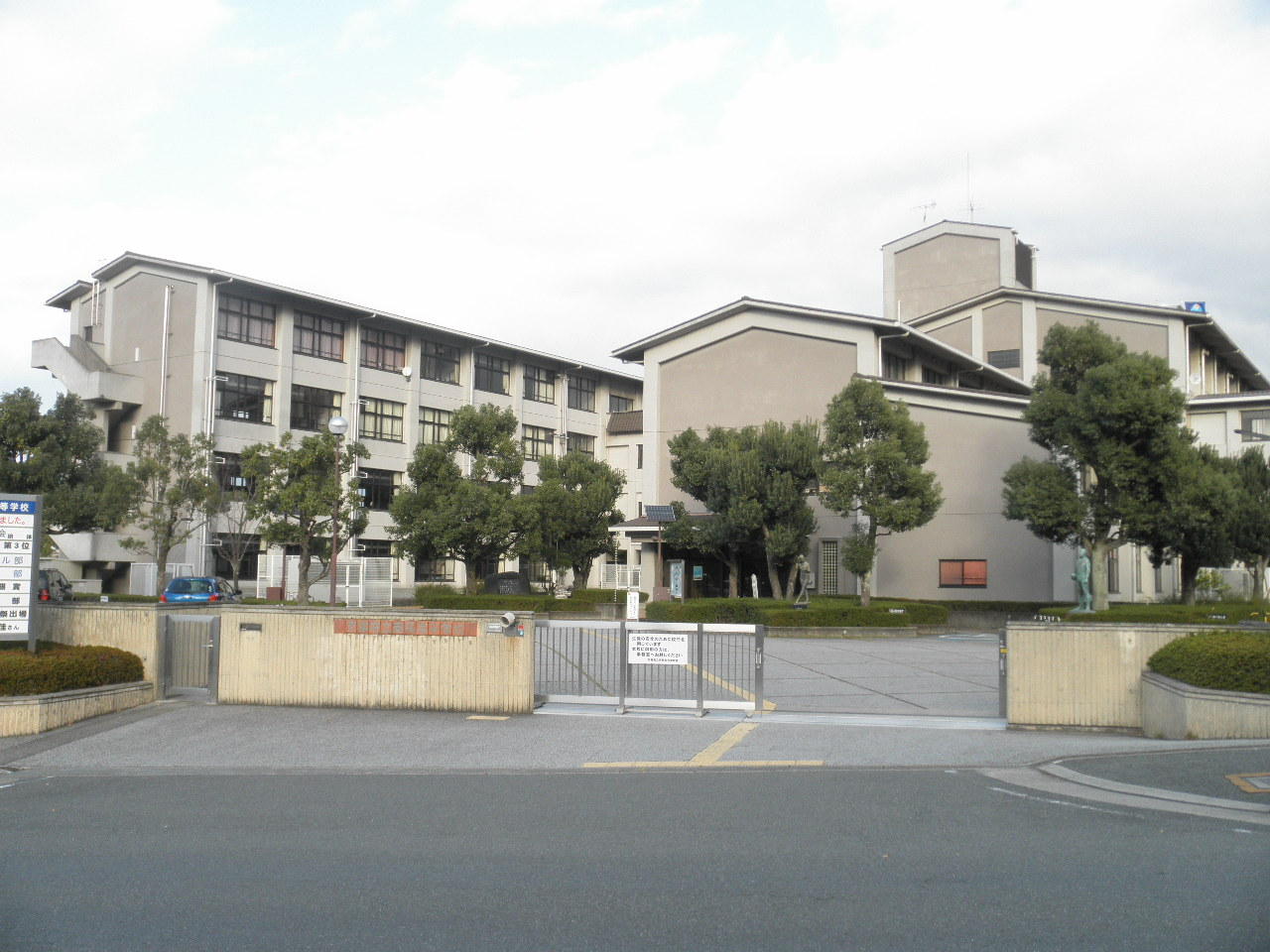
京都府立南陽高等学校

- 京都府立木津高等学校
- 京都府立南陽高等学校

### 中学校
2021年（令和2年）度から、市立中学は完全給食を開始した。
市立
- 木津川市立木津中学校
- 木津川市立木津第二中学校
- 木津川市立木津南中学校
- 木津川市立山城中学校
- 木津川市立泉川中学校

| 旧町   | 2007年3月 合併時 | 2011年   | 小学校区                                     |
| ------ | ---------------- | -------- | -------------------------------------------- |
| 木津町 | 木津             | 木津     | 木津                                         |
| 木津町 | 木津             | 木津     | 相楽                                         |
| 木津町 | 木津             | 木津     | 城山台（城山台九丁目～十三丁目の区域を除く） |
| 木津町 | 木津             | 木津南   | 梅美台                                       |
| 木津町 | 木津             | 木津南   | 州見台                                       |
| 木津町 | 木津             | 木津南   | 城山台（城山台九丁目～十三丁目）             |
| 木津町 | 木津第二         | 木津第二 | 高の原                                       |
| 木津町 | 木津第二         | 木津第二 | 木津川台                                     |
| 木津町 | 木津第二         | 木津第二 | 相楽台                                       |
| 加茂町 | 泉川             | 泉川     | 加茂                                         |
| 加茂町 | 泉川             | 泉川     | 恭仁                                         |
| 加茂町 | 泉川             | 泉川     | 南加茂台                                     |
| 山城町 | 山城             | 山城     | 棚倉                                         |
| 山城町 | 山城             | 山城     | 上狛                                         |

### 中高一貫校
府立
- 京都府立南陽高等学校附属中学校

### 小学校
市立
- 木津川市立木津小学校
- 木津川市立相楽小学校
- 木津川市立相楽台小学校
- 木津川市立木津川台小学校
- 木津川市立高の原小学校
- 木津川市立梅美台小学校
- 木津川市立州見台小学校
- 木津川市立上狛小学校
- 木津川市立棚倉小学校
- 木津川市立加茂小学校
- 木津川市立恭仁小学校
- 木津川市立南加茂台小学校
- 木津川市立城山台小学校

| 旧町   | 2007年3月 合併時   | 2007年 4月         | 2012年 4月         | 2014年 4月 |
| ------ | ------------------ | ------------------ | ------------------ | ---------- |
| 木津町 | 木津               | 木津               | 木津               | 木津       |
| 木津町 | （木津）鹿背山分校 | （木津）鹿背山分校 | （木津）鹿背山分校 | 城山台     |
| 木津町 | 相楽               |                    |                    |            |
| 木津町 | 高の原             |                    |                    |            |
| 木津町 | 相楽台             |                    |                    |            |
| 木津町 | 木津川台           |                    |                    |            |
| 木津町 | 梅美台             | 梅美台             | 梅美台             | 梅美台     |
| 木津町 | 梅美台             | 州見台             |                    |            |
| 加茂町 | 加茂               | 加茂               | 加茂               | 加茂       |
| 加茂町 | 恭仁               |                    |                    |            |
| 加茂町 | 当尾               | 当尾               | 南加茂台           | 南加茂台   |
| 加茂町 | 南加茂台           |                    | 南加茂台           | 南加茂台   |
| 山城町 | 上狛               | 上狛               | 上狛               | 上狛       |
| 山城町 | 棚倉               |                    |                    |            |

私立
- 同志社国際学院初等部・国際部

### 幼児教育

#### 幼稚園
市立
- 木津川市立木津幼稚園
- 木津川市立相楽幼稚園
- 木津川市立高の原幼稚園

私立
- 学校法人 敬愛学園 みかのはら幼稚園

#### こども園

##### 公立認定
- いづみこども園
- やましろこども園

##### 私立認定
- 愛光こども園（運営：愛光福祉会）
- 愛光兜台こども園（運営：愛光福祉会） - 2019年4月1日木津川市立兜台保育園の譲渡により設置
- 愛光みのりこども園（運営：愛光福祉会）
- 梅美台こども園（運営：チームYMBT） - 2017年4月1日木津川市立梅美台保育園（2005年7月1日開園）の譲渡により設置
- 州見台さくら（運営：育宝会）
- 木津さくらの森（運営：育宝会）
- なごみこども園（運営：奈良福祉会） - 2017年4月1日なごみ保育園（2010年4月1日開園）より移行
- 藍咲学園（運営：楽慈会）
- 木津川台（運営:奈良福祉会） - 2020年4月1日木津川市立木津川台保育園の譲渡により設置

#### 保育園
公設公営
- 木津保育園
- 相楽保育園
- 清水保育園
- 相楽台保育園
- 南加茂台保育園

### その他の学校
- 加茂速算学校

### 研究機関
国の研究機関
- 量子科学技術研究開発機構関西光科学研究所（きっづ光科学館ふぉとん）

公益法人の研究機関
- 国際高等研究所
- 地球環境産業技術研究機構

市内に研究開発拠点を持つ企業
- ロート製薬ロートリサーチビレッジ京都
- タツタ電線タツタテクニカルセンター
- オムロン京阪奈イノベーションセンタ
- 積水ハウス総合住宅研究所
- 福寿園CHA研究センター
- 株式会社エムジー（旧社名：エム・システム技研）「京都テクノセンター」

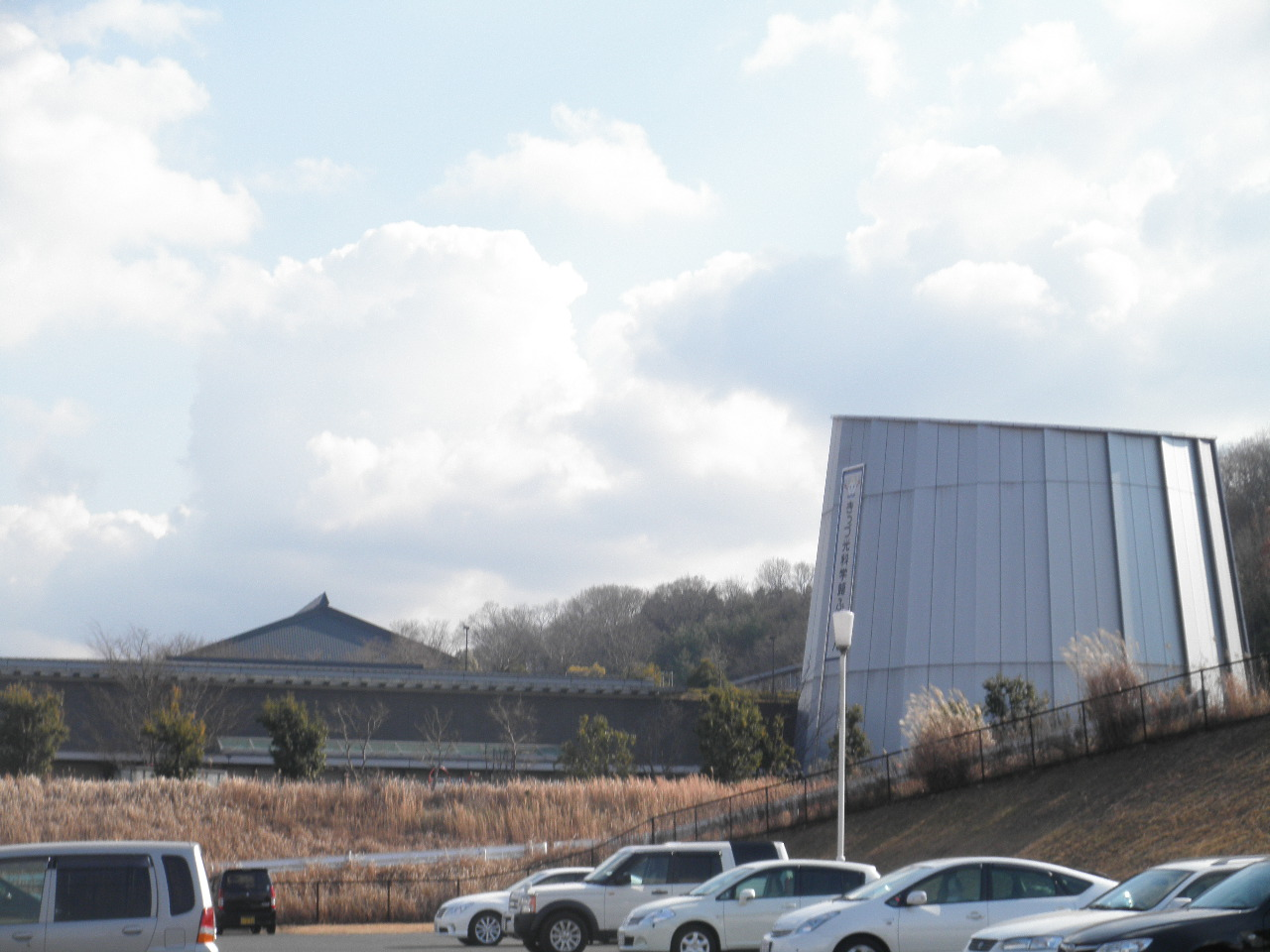
きっづ光科学館ふぉとん

## 交通

### 鉄道

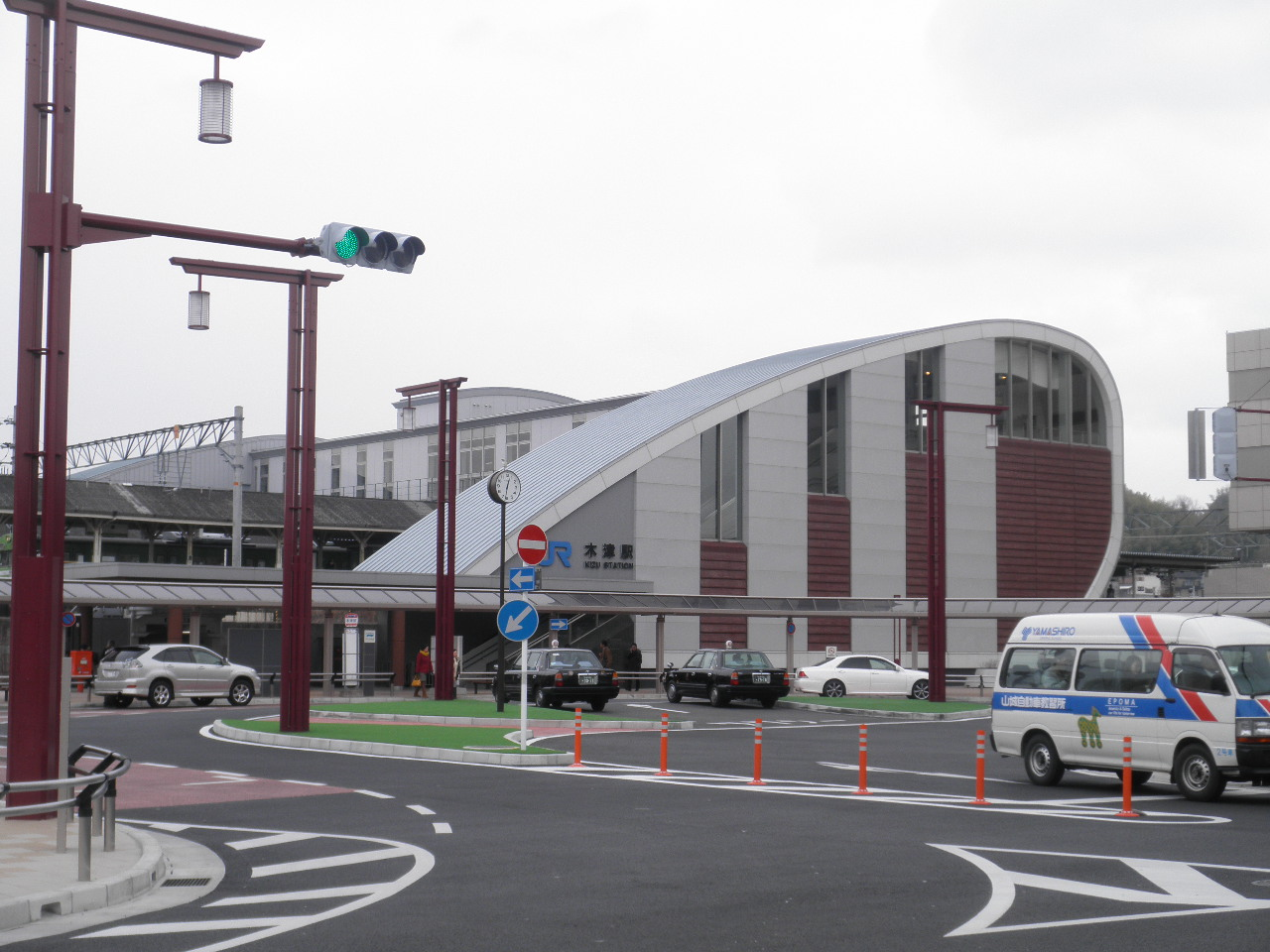
木津駅

西日本旅客鉄道（JR西日本）
- 関西本線（大和路線）
  - 加茂駅  - 木津駅

現在、木津駅と平城山駅（奈良県奈良市）の間に新駅を予定している。
- 片町線（学研都市線）
  - 木津駅 - 西木津駅
- 奈良線
  - 木津駅 - 上狛駅 - 棚倉駅

近畿日本鉄道（近鉄）
- 京都線
  - 木津川台駅 - 山田川駅

奈良県奈良市にある高の原駅が最寄りとなる地域もある。

### バス

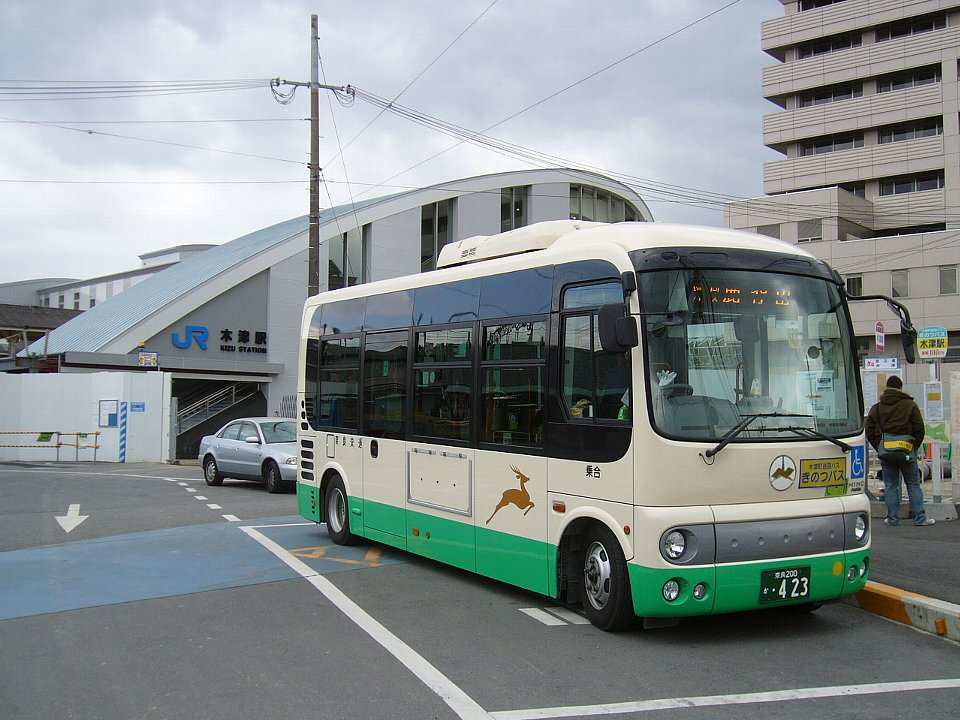
きのつバス

奈良交通の路線のほか、旧町単位で以下のコミュニティバス・福祉バスが運行されている。
- きのつバス（旧木津町域を中心に運行）
- 加茂地域コミュニティバス（旧加茂町域で運行）
- 山城地域コミュニティバス（旧山城町域で運行）

なお、精華くるりんバスも精華南中学校～スーパーフレスコ前間で当市内を通過する。兜台地区からは左記2か所と桜が丘の合計3停留所が近く、奈良交通の直通路線が無いけいはんなプラザ方面の用事に便利である（有効本数：1日4往復）。

### 道路

木津IC

京都府木津川市木津字馬ヶ瀬

#### 高速道路
- 西日本高速道路（NEXCO西日本）
  - E24京奈和自動車道（一般国道有料道路）：- 精華学研IC -（精華町）- 木津IC -

#### 国道
- 国道24号
- 国道163号

#### 府県道
主要地方道
- 京都府道・滋賀県道5号木津信楽線
- 京都府道22号八幡木津線
- 奈良県道・京都府道44号奈良加茂線
- 奈良県道・京都府道47号天理加茂木津線
- 京都府道70号上狛城陽線
- 大阪府道・京都府道71号枚方山城線

一般府道
- 京都府道322号上狛停車場線
- 京都府道324号木津加茂線
- 京都府道326号けいはんな記念公園木津線
- 京都府道327号相楽台相楽線
- 京都府道328号相楽台桜が丘線
- 京都府道・奈良県道751号木津平城線
- 京都府道・奈良県道752号高田東鳴川線
- 京都府道・奈良県道754号木津横田線
- 京都府道801号京都八幡木津自転車道線

## 観光

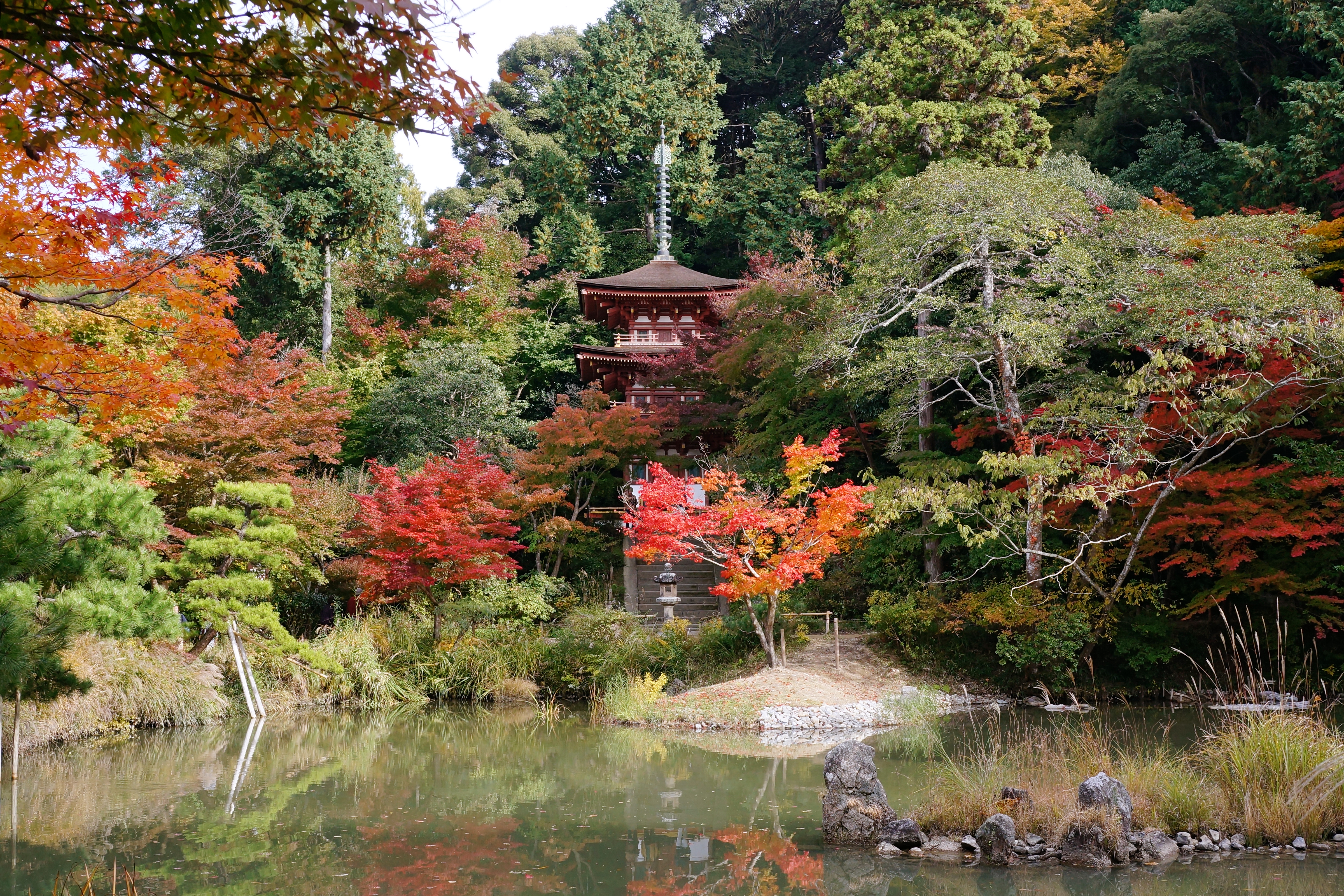
浄瑠璃寺

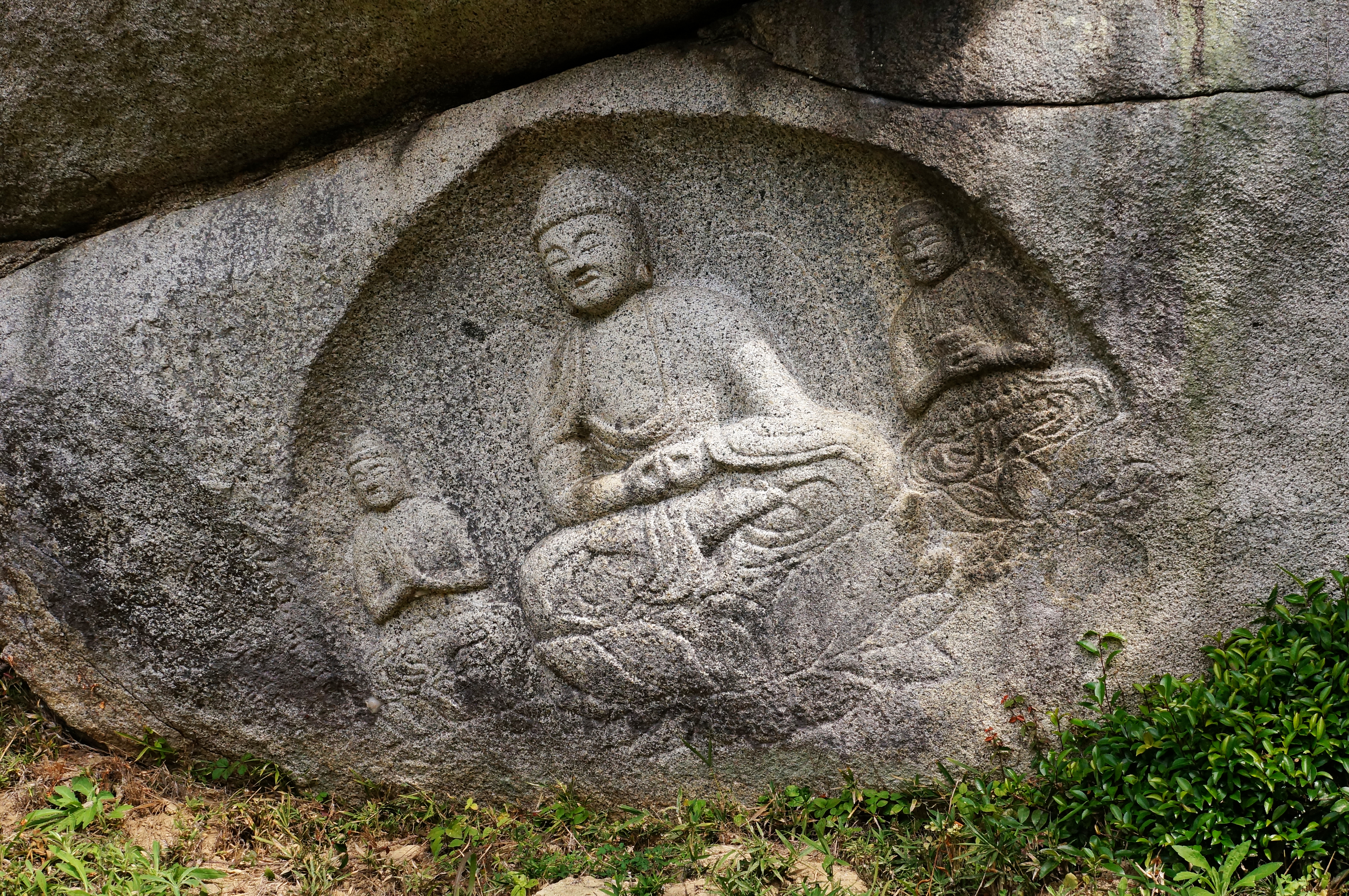
当尾磨崖仏文化財環境保全地区

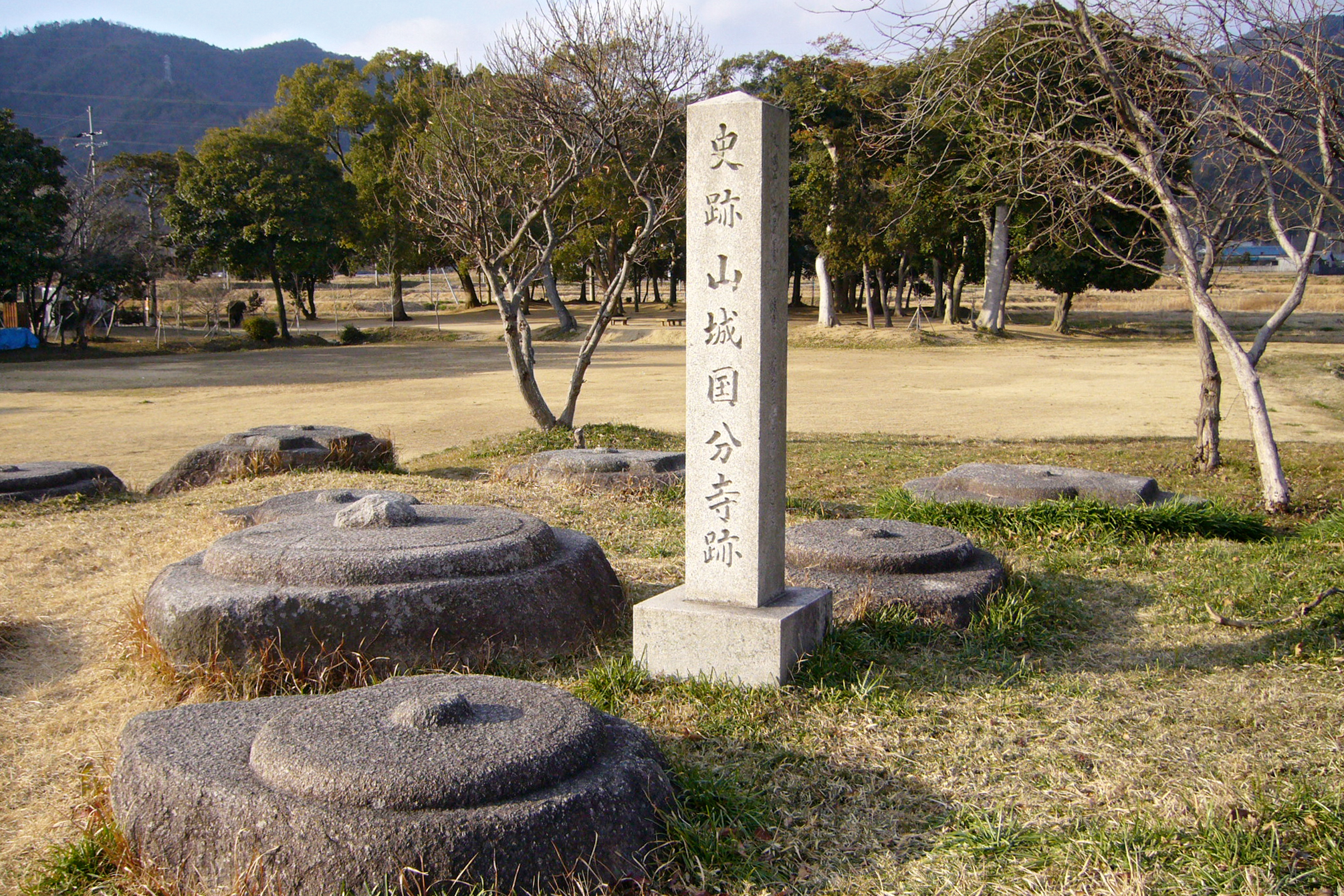
山城国分寺跡（恭仁宮跡）

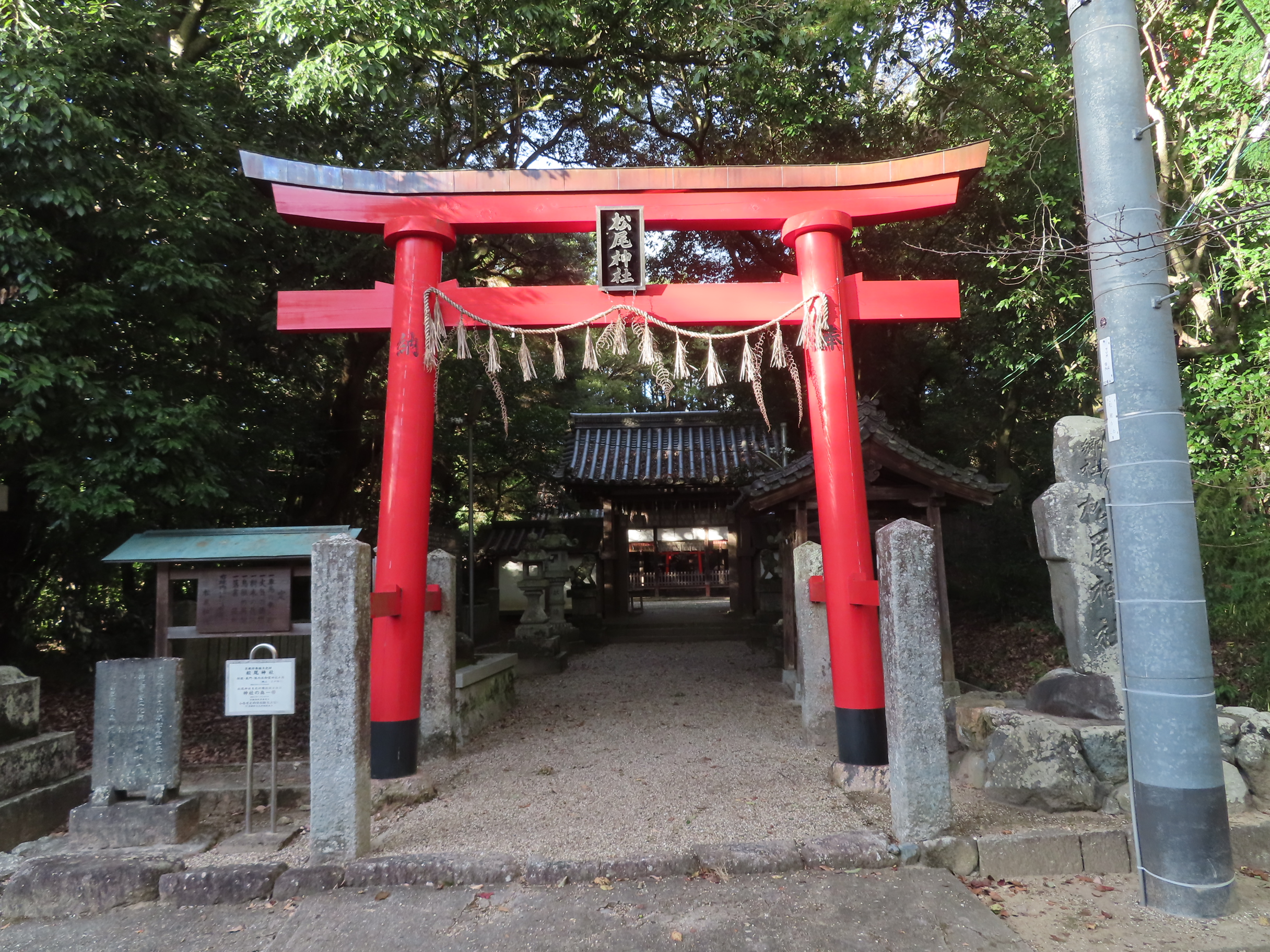
松尾神社

京都府立山城郷土資料館

### 名所･旧跡
- 主な城郭
  - 木津城 - 中世の山城
- 主な寺院
  - 海住山寺 - 五重塔が国宝に指定されている。
  - 浄瑠璃寺 - 本堂・本尊・三重塔が国宝に指定されているほか、庭園は特別名勝となっている。
  - 岩船寺 - 三重塔が重要文化財に指定されている。
  - 蟹満寺 - 本尊が国宝に指定されている。
  - 常念寺
  - 和泉寺
  - 山城国分寺跡（恭仁宮跡） - 国の史跡
- 主な神社
  - 岡田国神社
  - 岡田鴨神社
  - 御霊神社 - 本殿が重要文化財に指定されている。
  - 白山神社（加茂町岩船） - 本殿が重要文化財に指定されている。
  - 高倉神社（以仁王墓所）
- 主な史跡
  - 高麗寺跡[27]
  - 銭司遺跡
  - 当尾磨崖仏文化財環境保全地区
  - 和泉式部墓
  - 平重衡墓

- - 和伎座天乃夫岐売神社（涌出の宮）
  - 史跡神雄寺跡
  - 上津遺跡

### 観光スポット
- 不動川砂防歴史公園 - オランダ人技師のデレーケが指導した堰堤が公園の中心部を構成している。近代化産業遺産群 続33、土木学会選奨土木遺産、府の有形文化財に指定[28]。大型連休中は山城町森林公園と同様、バーベキューや親水を目的とした家族連れでにぎわう。
- 京都府立山城郷土資料館
- 京都府加茂青少年山の家
- 木津川市加茂プラネタリウム館

#### 公園
下記の公園は都市公園法で定められている公園である
- 市坂公園 - 市坂幣羅坂100番地
- 第1宮ノ内公園 - 木津宮ノ内8番地56
- 第2宮ノ内公園 - 木津宮ノ内8番地105
- 瓦谷公園 - 木津瓦谷93番地
- 清水公園 - 木津清水104番地2
- 市役所南公園 - 木津清水50番地1外
- 南垣外公園 - 木津南垣外122番地4
- 駅前公園 - 木津川原田37番地1外
- 第1サンプラザ公園 - 木津宮の裏36番地161
- 第2サンプラザ公園 - 木津宮の裏36番地186
- 第1宮の裏公園 - 木津宮の裏5番地34外
- 第2宮の公園 - 木津宮の裏245番地12
- 第3宮の裏公園 - 木津宮の裏173番地
- 常盤公園 - 木津宮の裏200番地4
- 三晃苑公園 - 木津宮の裏110番地37
- 不二荘園公園 - 木津神田6番地121
- 千代田荘園公園 - 木津南後背215番地25
- 第2千代田荘園公園 - 木津南後背181番地9
- 南後背荘苑公園 - 木津南後背37番地63
- カバ公園 - 木津南後背25番地71
- 汽車ぽっぽ公園 - 木津南後背1番地115
- ふれあい広場 - 木津小釜1番地1外
- 下川原公園 - 相楽川ノ尻27番地161
- 下川原河川敷公園 - 木津山田川34番地
- 第3泉川公園 - 相楽川ノ尻9番地17
- 城西公園 - 相楽城西69番地26
- 相楽台1号公園（さがらか山公園）- 相楽台6丁目4番地
- 相楽台2号公園（みはらし公園）- 相楽台5丁目4番地
- 相楽台3号公園（まびさし公園）- 相楽台2丁目4番地
- 兜台1号公園（ひだまり公園）- 兜台7丁目4番地
- 兜台2号公園（トンネル公園）- 兜台3丁目4番地
- 兜台3号公園（ふじだな公園）- 兜台4丁目9番地
- 土師山公園 - 相楽台9丁目4番地
- 大里公園 - 相楽台4丁目4番地
- 音浄ケ谷公園 - 相楽台7丁目6番地
- 石のカラト古墳緑地 - 兜台2丁目4番地
- 兜谷公園 - 兜台6丁目4番地外
- 音浄ケ谷緑地 - 相楽台7丁目4番地
- 曽根山小緑地 - 相楽台5丁目13番地1外
- 曽根山大緑地 - 相楽台5丁目16番地外
- 兜台2丁目府県界緑地 - 兜台2丁目1番地2外
- 相楽台緑地 - 相楽台5丁目14番地1
- 木津川台1号公園（木津川台中央公園）- 木津川台1丁目4番地1
- 木津川台2号公園（木馬公園）- 木津川台1丁目23番地1
- 木津川台3号公園（わんぱく公園）- 木津川台2丁目11番地1
- 木津川台4号公園（どんぐり公園）- 木津川台3丁目4番地1
- 木津川台5号公園（川舟公園）- 木津川台3丁目19番地1
- 木津川台6号公園（うるおい公園）- 木津川台5丁目4番地2
- 木津川台7号公園（ちびっこ公園）- 木津川台5丁目19番地2
- 木津川台8号公園（やすらぎ公園）- 木津川台8丁目24番地1
- 木津川台9号公園（こもれび公園）- 木津川台8丁目4番地1
- 木津川台10号公園（ぽけっと公園）- 木津川台7丁目4番地1
- 木津川台11号公園（なかよし公園）- 木津川台7丁目19番地1
- 木津川台公園 - 木津川台6丁目4番地3
- 木津川台1号緑地 - 木津川台1丁目34番地
- 木津川台2号緑地 - 吐師泉谷1番地1外
- 木津川台3号緑地 - 木津川台7丁目32番地1
- 木津川台4号緑地 - 木津川台7丁目32番地2
- 木津川台5号緑地 - 木津川台7丁目33番地1
- 木津川台6号緑地 - 木津川台9丁目4番地2
- 木津南1号公園（橡＜つるばみ＞公園）- 州見台二丁目14番地
- 木津南2号公園（山藍公園）- 州見台一丁目14番地
- 木津南3号公園（山吹公園）- 州見台八丁目11番地
- 木津南4号公園（唐棲＜はねず＞公園）- 州見台四丁目12番地
- 木津南5号公園（茜公園）- 州見台五丁目7番地
- 木津南6号公園（紫公園）- 梅美台三丁目18番地
- 木津南7号公園（紅公園）- 梅美台一丁目7番地
- 木津南8号公園（黄葉＜もみじ＞公園）- 梅美台五丁目3番地
- 梅美台公園 - 梅美台一丁目9番地
- 州見台公園 - 州見台三丁目1番地
- 加茂公園 - 加茂町大野中宇称、東山
- 塚穴公園 - 南加茂台6丁目14・15・16番地
- 大谷公園 - 南加茂台12丁目8番地
- 広芝公園 - 南加茂台11丁目4番地
- 野上公園 - 南加茂台5丁目1番地
- 熊谷公園 - 南加茂台3丁目1番地
- 西椚公園 - 南加茂台1丁目17番地
- 四ツ岩公園 - 南加茂台13丁目12番地
- 東山公園 - 南加茂台14丁目9番地
- 中門伝公園 - 加茂町里中門伝125番地
- 渦公園 - 加茂町里南古田170番地
- 唐岩公園 - 加茂町大野唐岩75番地
- ふるさと自然公園 - 加茂町岩船ガント4・5番地
- 須田公園 - 加茂町駅東1丁目6番地1
- 井尻公園 - 加茂町駅東3丁目9番地1
- 垣外公園 - 加茂町駅東4丁目11番地1
- 駅東公園 - 加茂町駅東2丁目1番地1、6番地1
- 兎並緑地 - 加茂町駅東4丁目
- 新川緑地 - 加茂町駅東3・4丁目
- 西大間田公園 - 加茂町里西大間田40番地21
- 不動川公園 - 山城町平尾大谷1番地
- 棚倉駅西1号公園 - 山城町平尾北払戸116番地
- 棚倉駅西2号公園 - 山城町平尾不知田159番地
- なでしこ公園 - 山城町上狛学校10番地1
- やすらぎ公園 - 山城町北河原柿ノ木原32番地4
- 椿井南公園 - 山城町椿井上野1番地1
- 上狛駅東公園 - 山城町上狛北野田芝60番地

- キャンプ場
  - 山城町森林公園（レストヴィレッジ山城）

## 文化・名物

### 祭事・催事
- 木津三社祭り
- 六斎念仏
- 涌出宮（和伎座天乃夫岐賣神社）の居籠祭
- おかげ踊り
- 獅子舞・田楽・相撲

### 名産・特産
- 特産
  - 相楽木綿
  - 福寿園（製茶）
- 名産
  - 茶、筍、ぶどう、いちじく、みず菜、九条ねぎ、柿、なす、きゅうり、えびいも、大根、ごぼうなど。
  - 鯖寿司（五島列島沖で水揚げされたものを使用した木津川寿司の加工品が近鉄百貨店などで販売され評判が良い。[29]）

### スポーツ

#### サッカー
- 京都サンガF.C.（Jリーグ J1）のホームタウンのひとつ[30]であるが、府の最南部であるためスタジアムのある亀岡市からは遠い。対して隣接する奈良市の奈良クラブ（J3）のスタジアムまでは遠くても車で30分ほどである。

## 出身関連著名人

### 出身著名人
- 木津地域
  - 石田佳世 - 高知放送アナウンサー
  - 近藤英男 - 奈良教育大学名誉教授、体育理論
  - 田中浩康 - 元プロ野球選手
  - 南口繁一 - 将棋棋士（八段）
  - 横山由依 - タレント（元AKB48）
  - 河原和之 - 立命館大学講師、教育者（社会科教育論）
- 山城地域
  - 柳沢恭雄 - ジャーナリスト・元NHK解説室主管、日本電波ニュース社創業者
  - 井上徳造 - 起業家・アイコム株式会社創業者
  - 高岡寿成 - 陸上選手・長距離走（5000m・10000m・マラソン日本最高記録保持者）
- 加茂地域
  - 今村翔吾 - 小説家
  - 町田星児 - お笑い芸人（ヘッドライト）
  - 松田誠治 - 阪急交通社会長

また、将棋棋士の加藤一二三は、南口繁一の内弟子時代を過ごした関連著名人である。

### マスコット
- いづみ姫 - 吉祥天女をモチーフとした市のマスコットキャラクターで、2011年に公募で決定した。市内ではキャラクターグッズが販売されている。「ゆるキャラグランプリ2015」における投票による順位は、全国ご当地キャラ部門では27位、総合では35位だった。